# Liste der Gemeinden im Département Seine-Maritime

Lage des Départements Seine-Maritime

Das Département Seine-Maritime liegt in der Region Normandie in Frankreich. Es untergliedert sich in drei Arrondissements mit 707 Gemeinden (frz. communes) (Stand 1. Januar 2025).
| Code INSEE | Post- leitzahl    | Gemeinde                            | Einwohner (Stand 1. Januar 2022) | Fläche in km² | Einwohner je km² | Kanton seit 30. März 2015 Kanton bis 29. März 2015 | Arrondissement seit 2017 Arrondissement bis 2016 | Gemeindeverband                    |
| ---------- | ----------------- | ----------------------------------- | -------------------------------- | ------------- | ---------------- | --- | ------------------------------------------------ | ---------------------------------- |
| 76001      | 76190             | Allouville-Bellefosse               | 1147                             | 14,66         | 79               | Yvetot | Rouen                                            | Yvetot Normandie                   |
| 76002      | 76640             | Alvimare                            | 595                              | 6,73          | 92               | Saint-Valery-en-Caux Fauville-en-Caux | Le Havre                                         | Caux Seine Agglo                   |
| 76004      | 76550             | Ambrumesnil                         | 504                              | 5,14          | 91               | Dieppe-1 Offranville | Dieppe                                           | Terroir de Caux                    |
| 76005      | 76920             | Amfreville-la-Mi-Voie               | 3280                             | 3,89          | 850              | Darnétal Boos | Rouen                                            | Métropole Rouen Normandie          |
| 76006      | 76560             | Amfreville-les-Champs               | 190                              | 4,60          | 38               | Yvetot Doudeville | Rouen                                            | Plateau de Caux                    |
| 76007      | 76710             | Anceaumeville                       | 693                              | 4,68          | 144              | Bois-Guillaume Clères | Rouen                                            | Inter-Caux-Vexin                   |
| 76008      | 76370             | Ancourt                             | 627                              | 12,44         | 51               | Dieppe-2 Dieppe-Est | Dieppe                                           | Région Dieppoise                   |
| 76009      | 76560             | Ancourteville-sur-Héricourt         | 353                              | 3,50          | 98               | Saint-Valery-en-Caux Ourville-en-Caux | Dieppe Le Havre                                  | Côte d’Albâtre                     |
| 76010      | 76760             | Ancretiéville-Saint-Victor          | 374                              | 11,54         | 32               | Yvetot Yerville | Rouen                                            | Plateau de Caux                    |
| 76011      | 76540             | Ancretteville-sur-Mer               | 149                              | 3,15          | 48               | Fécamp Valmont | Le Havre                                         | Fécamp Caux Littoral Agglomération |
| 76012      | 76110             | Angerville-Bailleul                 | 184                              | 4,59          | 40               | Saint-Romain-de-Colbosc Goderville | Le Havre                                         | Campagne-de-Caux                   |
| 76014      | 76280             | Angerville-l’Orcher                 | 1398                             | 9,91          | 142              | Octeville-sur-Mer Criquetot-l’Esneval | Le Havre                                         | Le Havre Seine Métropole           |
| 76013      | 76540             | Angerville-la-Martel                | 1081                             | 10,19         | 106              | Fécamp Valmont | Le Havre                                         | Fécamp Caux Littoral Agglomération |
| 76015      | 76740             | Angiens                             | 518                              | 6,88          | 74               | Saint-Valery-en-Caux Fontaine-le-Dun | Dieppe                                           | Côte d’Albâtre                     |
| 76017      | 76280             | Anglesqueville-l’Esneval            | 674                              | 4,36          | 149              | Octeville-sur-Mer Criquetot-l’Esneval | Le Havre                                         | Le Havre Seine Métropole           |
| 76016      | 76740             | Anglesqueville-la-Bras-Long         | 126                              | 3,53          | 34               | Saint-Valery-en-Caux Fontaine-le-Dun | Dieppe                                           | Côte d’Albâtre                     |
| 76020      | 76480             | Anneville-Ambourville               | 1161                             | 20,33         | 58               | Barentin Duclair | Rouen                                            | Métropole Rouen Normandie          |
| 76019      | 76590             | Anneville-sur-Scie                  | 411                              | 5,41          | 78               | Luneray Longueville-sur-Scie | Dieppe                                           | Terroir de Caux                    |
| 76021      | 76110             | Annouville-Vilmesnil                | 449                              | 5,82          | 80               | Saint-Romain-de-Colbosc Goderville | Le Havre                                         | Campagne-de-Caux                   |
| 76022      | 76490             | Anquetierville                      | 329                              | 4,08          | 83               | Port-Jérôme-sur-Seine Caudebec-en-Caux | Rouen                                            | Caux Seine Agglo                   |
| 76023      | 76560             | Anvéville                           | 298                              | 4,23          | 71               | Yvetot Ourville-en-Caux | Rouen Le Havre                                   | Plateau de Caux                    |
| 76024      | 76680             | Ardouval                            | 154                              | 10,49         | 15               | Neufchâtel-en-Bray Bellencombre | Dieppe                                           | Bray-Eawy                          |
| 76401      | 76940             | Arelaune-en-Seine                   | 2500                             | 53,81         | 47               | Port-Jérôme-sur-Seine Caudebec-en-Caux | Rouen                                            | Caux Seine Agglo                   |
| 76025      | 76780             | Argueil                             | 348                              | 6,95          | 49               | Gournay-en-Bray Argueil | Dieppe                                           | 4 Rivières                         |
| 76026      | 76880             | Arques-la-Bataille                  | 2433                             | 14,69         | 175              | Dieppe-2 Offranville | Dieppe                                           | Région Dieppoise                   |
| 76028      | 76390             | Aubéguimont                         | 177                              | 4,85          | 39               | Gournay-en-Bray Aumale | Dieppe                                           | Aumale Blangy-sur-Bresle           |
| 76029      | 76340             | Aubermesnil-aux-Érables             | 201                              | 8,48          | 23               | Eu Blangy-sur-Bresle | Dieppe                                           | Aumale Blangy-sur-Bresle           |
| 76030      | 76550             | Aubermesnil-Beaumais                | 524                              | 4,88          | 103              | Dieppe-1 Offranville | Dieppe                                           | Région Dieppoise                   |
| 76032      | 76450             | Auberville-la-Manuel                | 138                              | 3,02          | 46               | Saint-Valery-en-Caux Cany-Barville | Dieppe                                           | Côte d’Albâtre                     |
| 76033      | 76110             | Auberville-la-Renault               | 451                              | 4,96          | 92               | Saint-Romain-de-Colbosc Goderville | Le Havre                                         | Campagne-de-Caux                   |
| 76035      | 76390             | Aumale                              | 1985                             | 9,06          | 219              | Gournay-en-Bray Aumale | Dieppe                                           | Aumale Blangy-sur-Bresle           |
| 76036      | 76730             | Auppegard                           | 688                              | 7,33          | 94               | Luneray Bacqueville-en-Caux | Dieppe                                           | Terroir de Caux                    |
| 76038      | 76690             | Authieux-Ratiéville                 | 405                              | 5,16          | 77               | Bois-Guillaume Clères | Rouen                                            | Inter-Caux-Vexin                   |
| 76040      | 76740             | Autigny                             | 320                              | 4,10          | 75               | Saint-Valery-en-Caux Fontaine-le-Dun | Dieppe                                           | Côte d’Albâtre                     |
| 76042      | 76270             | Auvilliers                          | 103                              | 4,89          | 21               | Neufchâtel-en-Bray | Dieppe                                           | Bray-Eawy                          |
| 76043      | 76190             | Auzebosc                            | 1120                             | 4,76          | 237              | Yvetot | Rouen                                            | Yvetot Normandie                   |
| 76045      | 76760             | Auzouville-l’Esneval                | 360                              | 5,66          | 63               | Yvetot Yerville | Rouen                                            | Plateau de Caux                    |
| 76046      | 76116             | Auzouville-sur-Ry                   | 681                              | 7,98          | 88               | Le Mesnil-Esnard Darnétal | Rouen                                            | Inter-Caux-Vexin                   |
| 76047      | 76730             | Auzouville-sur-Saâne                | 146                              | 3,21          | 47               | Luneray Bacqueville-en-Caux | Dieppe                                           | Terroir de Caux                    |
| 76048      | 76220             | Avesnes-en-Bray                     | 284                              | 11,90         | 25               | Gournay-en-Bray | Dieppe                                           | 4 Rivières                         |
| 76049      | 76630             | Avesnes-en-Val                      | 264                              | 16,51         | 17               | Neufchâtel-en-Bray Envermeu | Dieppe                                           | Falaises du Talou                  |
| 76050      | 76730             | Avremesnil                          | 1000                             | 5,42          | 187              | Luneray Bacqueville-en-Caux | Dieppe                                           | Terroir de Caux                    |
| 76051      | 76730             | Bacqueville-en-Caux                 | 1897                             | 12,19         | 157              | Luneray Bacqueville-en-Caux | Dieppe                                           | Terroir de Caux                    |
| 76052      | 76660             | Bailleul-Neuville                   | 221                              | 13,14         | 17               | Neufchâtel-en-Bray Londinières | Dieppe                                           | Londinières                        |
| 76053      | 76660             | Baillolet                           | 116                              | 8,74          | 12               | Neufchâtel-en-Bray Londinières | Dieppe                                           | Londinières                        |
| 76054      | 76630             | Bailly-en-Rivière                   | 514                              | 20,06         | 26               | Dieppe-2 Envermeu | Dieppe                                           | Falaises du Talou                  |
| 76055      | 76190             | Baons-le-Comte                      | 336                              | 5,38          | 63               | Yvetot | Rouen                                            | Yvetot Normandie                   |
| 76056      | 76480             | Bardouville                         | 602                              | 8,61          | 73               | Barentin Duclair | Rouen                                            | Métropole Rouen Normandie          |
| 76057      | 76360             | Barentin                            | 12.227                           | 12,74         | 973              | Barentin Pavilly | Rouen                                            | Caux-Austreberthe                  |
| 76058      | 76260             | Baromesnil                          | 212                              | 7,98          | 27               | Eu | Dieppe                                           | Villes Sœurs                       |
| 76059      | 76340             | Bazinval                            | 410                              | 7,18          | 58               | Eu Blangy-sur-Bresle | Dieppe                                           | Aumale Blangy-sur-Bresle           |
| 76060      | 76440             | Beaubec-la-Rosière                  | 462                              | 12,97         | 38               | Gournay-en-Bray Forges-les-Eaux | Dieppe                                           | 4 Rivières                         |
| 76062      | 76850             | Beaumont-le-Hareng                  | 259                              | 5,74          | 45               | Neufchâtel-en-Bray Bellencombre | Rouen Dieppe                                     | Inter-Caux-Vexin                   |
| 76064      | 76280             | Beaurepaire                         | 492                              | 2,83          | 174              | Octeville-sur-Mer Criquetot-l’Esneval | Le Havre                                         | Le Havre Seine Métropole           |
| 76065      | 76870             | Beaussault                          | 411                              | 18,30         | 22               | Gournay-en-Bray Forges-les-Eaux | Dieppe                                           | 4 Rivières                         |
| 76066      | 76890             | Beautot                             | 155                              | 3,50          | 43               | Luneray Pavilly | Dieppe Rouen                                     | Terroir de Caux                    |
| 76063      | 76890             | Beauval-en-Caux                     | 464                              | 15,53         | 30               | Luneray Tôtes | Dieppe                                           | Terroir de Caux                    |
| 76067      | 76220             | Beauvoir-en-Lyons                   | 630                              | 33,29         | 18               | Gournay-en-Bray Argueil | Dieppe                                           | 4 Rivières                         |
| 76068      | 76110             | Bec-de-Mortagne                     | 676                              | 11,94         | 54               | Saint-Romain-de-Colbosc Goderville | Le Havre                                         | Campagne-de-Caux                   |
| 76069      | 76240             | Belbeuf                             | 2257                             | 6,56          | 341              | Darnétal Boos | Rouen                                            | Métropole Rouen Normandie          |
| 76070      | 76680             | Bellencombre                        | 577                              | 12,91         | 48               | Neufchâtel-en-Bray Bellencombre | Dieppe                                           | Bray-Eawy                          |
| 76071      | 76630             | Bellengreville                      | 471                              | 7,67          | 62               | Dieppe-2 Envermeu | Dieppe                                           | Falaises du Talou                  |
| 76072      | 76890             | Belleville-en-Caux                  | 746                              | 4,38          | 168              | Luneray Tôtes | Dieppe                                           | Terroir de Caux                    |
| 76075      | 76590             | Belmesnil                           | 446                              | 3,03          | 149              | Luneray Longueville-sur-Scie | Dieppe                                           | Terroir de Caux                    |
| 76076      | 76110             | Bénarville                          | 262                              | 4,36          | 61               | Saint-Romain-de-Colbosc Goderville | Le Havre                                         | Campagne-de-Caux                   |
| 76077      | 76560             | Bénesville                          | 162                              | 5,51          | 32               | Yvetot Doudeville | Rouen                                            | Plateau de Caux                    |
| 76079      | 76790             | Bénouville                          | 168                              | 2,86          | 66               | Octeville-sur-Mer Criquetot-l’Esneval | Le Havre                                         | Le Havre Seine Métropole           |
| 76082      | 76210             | Bernières                           | 638                              | 6,63          | 96               | Bolbec | Le Havre                                         | Caux Seine Agglo                   |
| 76083      | 76450             | Bertheauville                       | 101                              | 2,43          | 41               | Saint-Valery-en-Caux Cany-Barville | Dieppe                                           | Côte d’Albâtre                     |
| 76084      | 76450             | Bertreville                         | 121                              | 3,22          | 38               | Saint-Valery-en-Caux Cany-Barville | Dieppe                                           | Côte d’Albâtre                     |
| 76085      | 76590             | Bertreville-Saint-Ouen              | 339                              | 6,67          | 51               | Luneray Longueville-sur-Scie | Dieppe                                           | Terroir de Caux                    |
| 76086      | 76890             | Bertrimont                          | 218                              | 4,74          | 46               | Luneray Tôtes | Dieppe                                           | Terroir de Caux                    |
| 76087      | 76560             | Berville-en-Caux                    | 709                              | 6,72          | 101              | Yvetot Doudeville | Rouen                                            | Plateau de Caux                    |
| 76088      | 76480             | Berville-sur-Seine                  | 542                              | 7,01          | 78               | Barentin Duclair | Rouen                                            | Métropole Rouen Normandie          |
| 76090      | 76210             | Beuzeville-la-Grenier               | 1216                             | 6,19          | 201              | Bolbec | Le Havre                                         | Caux Seine Agglo                   |
| 76091      | 76450             | Beuzeville-la-Guérard               | 236                              | 6,42          | 36               | Saint-Valery-en-Caux Ourville-en-Caux | Dieppe Le Havre                                  | Côte d’Albâtre                     |
| 76092      | 76210             | Beuzevillette                       | 612                              | 5,63          | 113              | Bolbec | Le Havre                                         | Caux Seine Agglo                   |
| 76093      | 76220             | Bézancourt                          | 362                              | 17,59         | 20               | Gournay-en-Bray | Dieppe                                           | 4 Rivières                         |
| 76094      | 76750             | Bierville                           | 320                              | 2,22          | 146              | Le Mesnil-Esnard Buchy | Rouen                                            | Inter-Caux-Vexin                   |
| 76095      | 76420             | Bihorel                             | 8299                             | 2,51          | 3'292            | Bois-Guillaume | Rouen                                            | Métropole Rouen Normandie          |
| 76096      | 76890             | Biville-la-Baignarde                | 658                              | 7,08          | 94               | Luneray Tôtes | Dieppe                                           | Terroir de Caux                    |
| 76097      | 76730             | Biville-la-Rivière                  | 104                              | 2,22          | 48               | Luneray Bacqueville-en-Caux | Dieppe                                           | Terroir de Caux                    |
| 76099      | 76190             | Blacqueville                        | 683                              | 10,02         | 72               | Barentin Pavilly | Rouen                                            | Caux-Austreberthe                  |
| 76100      | 76116             | Blainville-Crevon                   | 1227                             | 14,80         | 83               | Le Mesnil-Esnard Buchy | Rouen                                            | Inter-Caux-Vexin                   |
| 76101      | 76340             | Blangy-sur-Bresle                   | 2844                             | 17,45         | 167              | Eu Blangy-sur-Bresle | Dieppe                                           | Aumale Blangy-sur-Bresle           |
| 76104      | 76460             | Blosseville                         | 257                              | 6,96          | 36               | Saint-Valery-en-Caux | Dieppe                                           | Côte d’Albâtre                     |
| 76106      | 76160             | Bois-d’Ennebourg                    | 576                              | 7,04          | 79               | Le Mesnil-Esnard Darnétal | Rouen                                            | Inter-Caux-Vexin                   |
| 76107      | 76750             | Bois-Guilbert                       | 290                              | 8,13          | 37               | Le Mesnil-Esnard Buchy | Rouen                                            | Inter-Caux-Vexin                   |
| 76108      | 76230             | Bois-Guillaume                      | 14.497                           | 8,85          | 1'649            | Bois-Guillaume | Rouen                                            | Métropole Rouen Normandie          |
| 76109      | 76750             | Bois-Héroult                        | 168                              | 6,59          | 28               | Le Mesnil-Esnard Buchy | Rouen                                            | Inter-Caux-Vexin                   |
| 76110      | 76190             | Bois-Himont                         | 447                              | 5,84          | 81               | Yvetot | Rouen                                            | Yvetot Normandie                   |
| 76111      | 76160             | Bois-l’Évêque                       | 616                              | 7,21          | 83               | Le Mesnil-Esnard Darnétal | Rouen                                            | Inter-Caux-Vexin                   |
| 76113      | 76750             | Boissay                             | 426                              | 6,63          | 61               | Le Mesnil-Esnard Buchy | Rouen                                            | Inter-Caux-Vexin                   |
| 76114      | 76210             | Bolbec                              | 11.618                           | 12,24         | 949              | Bolbec | Le Havre                                         | Caux Seine Agglo                   |
| 76115      | 76210             | Bolleville                          | 590                              | 9,73          | 60               | Port-Jérôme-sur-Seine Bolbec | Le Havre                                         | Caux Seine Agglo                   |
| 76103      | 76240             | Bonsecours                          | 6444                             | 3,76          | 1'723            | Darnétal Boos | Rouen                                            | Métropole Rouen Normandie          |
| 76116      | 76520             | Boos                                | 3975                             | 14,03         | 280              | Le Mesnil-Esnard Boos | Rouen                                            | Métropole Rouen Normandie          |
| 76117      | 76790             | Bordeaux-Saint-Clair                | 650                              | 10,31         | 63               | Octeville-sur-Mer Criquetot-l’Esneval | Le Havre                                         | Le Havre Seine Métropole           |
| 76118      | 76110             | Bornambusc                          | 243                              | 4,11          | 61               | Saint-Romain-de-Colbosc Goderville | Le Havre                                         | Campagne-de-Caux                   |
| 76119      | 76680             | Bosc-Bérenger                       | 198                              | 3,38          | 59               | Neufchâtel-en-Bray Saint-Saëns | Dieppe                                           | Bray-Eawy                          |
| 76120      | 76750             | Bosc-Bordel                         | 453                              | 11,95         | 38               | Le Mesnil-Esnard Buchy | Rouen                                            | Inter-Caux-Vexin                   |
| 76121      | 76750             | Bosc-Édeline                        | 371                              | 6,19          | 59               | Le Mesnil-Esnard Buchy | Rouen                                            | Inter-Caux-Vexin                   |
| 76123      | 76710             | Bosc-Guérard-Saint-Adrien           | 1085                             | 10,41         | 99               | Bois-Guillaume Clères | Rouen                                            | Inter-Caux-Vexin                   |
| 76124      | 76220             | Bosc-Hyons                          | 420                              | 5,63          | 77               | Gournay-en-Bray | Dieppe                                           | 4 Rivières                         |
| 76125      | 76850             | Bosc-le-Hard                        | 1589                             | 10,37         | 148              | Neufchâtel-en-Bray Bellencombre | Rouen Dieppe                                     | Inter-Caux-Vexin                   |
| 76126      | 76680             | Bosc-Mesnil                         | 329                              | 9,37          | 34               | Neufchâtel-en-Bray Saint-Saëns | Dieppe                                           | Bray-Eawy                          |
| 76128      | 76450             | Bosville                            | 585                              | 8,69          | 67               | Saint-Valery-en-Caux Cany-Barville | Dieppe                                           | Côte d’Albâtre                     |
| 76129      | 76560             | Boudeville                          | 220                              | 4,66          | 44               | Yvetot Doudeville | Rouen                                            | Plateau de Caux                    |
| 76130      | 76270             | Bouelles                            | 264                              | 7,99          | 36               | Neufchâtel-en-Bray | Dieppe                                           | Bray-Eawy                          |
| 76132      | 76760             | Bourdainville                       | 476                              | 5,34          | 87               | Yvetot Yerville | Rouen                                            | Plateau de Caux                    |
| 76134      | 76740             | Bourville                           | 278                              | 6,61          | 45               | Saint-Valery-en-Caux Fontaine-le-Dun | Dieppe                                           | Côte d’Albâtre                     |
| 76135      | 76360             | Bouville                            | 1029                             | 12,48         | 79               | Barentin Pavilly | Rouen                                            | Caux-Austreberthe                  |
| 76136      | 76730             | Brachy                              | 676                              | 11,15         | 65               | Luneray Bacqueville-en-Caux | Dieppe                                           | Terroir de Caux                    |
| 76138      | 76850             | Bracquetuit                         | 333                              | 8,47          | 39               | Neufchâtel-en-Bray Tôtes | Dieppe                                           | Terroir de Caux                    |
| 76139      | 76680             | Bradiancourt                        | 222                              | 4,11          | 54               | Neufchâtel-en-Bray Saint-Saëns | Dieppe                                           | Bray-Eawy                          |
| 76140      | 76740             | Brametot                            | 198                              | 3,21          | 62               | Saint-Valery-en-Caux Fontaine-le-Dun | Dieppe                                           | Côte d’Albâtre                     |
| 76141      | 76110             | Bréauté                             | 1363                             | 13,91         | 98               | Saint-Romain-de-Colbosc Goderville | Le Havre                                         | Campagne-de-Caux                   |
| 76142      | 76220             | Brémontier-Merval                   | 430                              | 17,17         | 26               | Gournay-en-Bray | Dieppe                                           | 4 Rivières                         |
| 76143      | 76110             | Bretteville-du-Grand-Caux           | 1373                             | 11,41         | 119              | Saint-Romain-de-Colbosc Goderville | Le Havre                                         | Campagne-de-Caux                   |
| 76144      | 76560             | Bretteville-Saint-Laurent           | 164                              | 3,97          | 39               | Yvetot Doudeville | Rouen                                            | Plateau de Caux                    |
| 76146      | 76750             | Buchy                               | 2789                             | 26,30         | 108              | Le Mesnil-Esnard Buchy | Rouen                                            | Inter-Caux-Vexin                   |
| 76147      | 76270             | Bully                               | 868                              | 19,64         | 46               | Neufchâtel-en-Bray | Dieppe                                           | Bray-Eawy                          |
| 76148      | 76660             | Bures-en-Bray                       | 315                              | 10,99         | 30               | Neufchâtel-en-Bray Londinières | Dieppe                                           | Londinières                        |
| 76149      | 76890             | Butot                               | 281                              | 5,51          | 52               | Yvetot Pavilly | Rouen                                            | Plateau de Caux                    |
| 76732      | 76450             | Butot-Vénesville                    | 237                              | 3,51          | 69               | Saint-Valery-en-Caux Cany-Barville | Dieppe                                           | Côte d’Albâtre                     |
| 76151      | 76460             | Cailleville                         | 247                              | 5,03          | 52               | Saint-Valery-en-Caux | Dieppe                                           | Côte d’Albâtre                     |
| 76152      | 76690             | Cailly                              | 736                              | 5,44          | 140              | Le Mesnil-Esnard Clères | Rouen                                            | Inter-Caux-Vexin                   |
| 76122      | 76270             | Callengeville                       | 501                              | 17,13         | 30               | Neufchâtel-en-Bray | Dieppe                                           | Bray-Eawy                          |
| 76153      | 76890             | Calleville-les-Deux-Églises         | 329                              | 5,71          | 57               | Luneray Tôtes | Dieppe                                           | Terroir de Caux                    |
| 76154      | 76340             | Campneuseville                      | 443                              | 12,30         | 39               | Eu Blangy-sur-Bresle | Dieppe                                           | Aumale Blangy-sur-Bresle           |
| 76155      | 76260             | Canehan                             | 380                              | 6,18          | 61               | Eu | Dieppe                                           | Falaises du Talou                  |
| 76156      | 76450             | Canouville                          | 344                              | 4,49          | 76               | Saint-Valery-en-Caux Cany-Barville | Dieppe                                           | Côte d’Albâtre                     |
| 76157      | 76380             | Canteleu                            | 14.420                           | 17,61         | 786              | Canteleu Maromme | Rouen                                            | Métropole Rouen Normandie          |
| 76158      | 76560             | Canville-les-Deux-Églises           | 307                              | 5,77          | 56               | Yvetot Doudeville | Rouen                                            | Plateau de Caux                    |
| 76159      | 76450             | Cany-Barville                       | 2898                             | 13,57         | 224              | Saint-Valery-en-Caux Cany-Barville | Dieppe                                           | Côte d’Albâtre                     |
| 76160      | 76190             | Carville-la-Folletière              | 419                              | 4,36          | 96               | Notre-Dame-de-Bondeville Pavilly | Rouen                                            | Yvetot Normandie                   |
| 76161      | 76560             | Carville-Pot-de-Fer                 | 103                              | 5,34          | 19               | Yvetot Ourville-en-Caux | Rouen Le Havre                                   | Plateau de Caux                    |
| 76163      | 76116             | Catenay                             | 697                              | 5,88          | 114              | Le Mesnil-Esnard Buchy | Rouen                                            | Inter-Caux-Vexin                   |
| 76165      | 76320             | Caudebec-lès-Elbeuf                 | 10.414                           | 3,68          | 2'704            | Caudebec-lès-Elbeuf | Rouen                                            | Métropole Rouen Normandie          |
| 76167      | 76930             | Cauville-sur-Mer                    | 1679                             | 11,19         | 142              | Octeville-sur-Mer Montivilliers | Le Havre                                         | Le Havre Seine Métropole           |
| 76174      | 76570             | Cideville                           | 423                              | 5,37          | 75               | Yvetot Yerville | Rouen                                            | Plateau de Caux                    |
| 76175      | 76660             | Clais                               | 263                              | 12,45         | 21               | Neufchâtel-en-Bray Londinières | Dieppe                                           | Londinières                        |
| 76176      | 76450             | Clasville                           | 348                              | 3,16          | 109              | Saint-Valery-en-Caux Cany-Barville | Dieppe                                           | Côte d’Albâtre                     |
| 76177      | 76690             | Claville-Motteville                 | 259                              | 9,26          | 31               | Bois-Guillaume Clères | Rouen                                            | Inter-Caux-Vexin                   |
| 76178      | 76410             | Cléon                               | 4863                             | 6,47          | 761              | Caudebec-lès-Elbeuf | Rouen                                            | Métropole Rouen Normandie          |
| 76179      | 76690             | Clères                              | 1380                             | 11,36         | 121              | Bois-Guillaume Clères | Rouen                                            | Inter-Caux-Vexin                   |
| 76180      | 76450             | Cleuville                           | 188                              | 4,10          | 46               | Saint-Valery-en-Caux Ourville-en-Caux | Dieppe Le Havre                                  | Côte d’Albâtre                     |
| 76181      | 76640             | Cléville                            | 139                              | 5,47          | 28               | Saint-Valery-en-Caux Fauville-en-Caux | Le Havre                                         | Caux Seine Agglo                   |
| 76182      | 76640             | Cliponville                         | 247                              | 7,28          | 36               | Saint-Valery-en-Caux Fauville-en-Caux | Le Havre                                         | Caux Seine Agglo                   |
| 76183      | 76400             | Colleville                          | 766                              | 7,39          | 103              | Fécamp Valmont | Le Havre                                         | Fécamp Caux Littoral Agglomération |
| 76184      | 76550             | Colmesnil-Manneville                | 107                              | 1,91          | 57               | Dieppe-1 Offranville | Dieppe                                           | Région Dieppoise                   |
| 76185      | 76440             | Compainville                        | 166                              | 6,36          | 26               | Gournay-en-Bray Forges-les-Eaux | Dieppe                                           | 4 Rivières                         |
| 76186      | 76390             | Conteville                          | 504                              | 13,71         | 36               | Gournay-en-Bray Aumale | Dieppe                                           | Aumale Blangy-sur-Bresle           |
| 76187      | 76400             | Contremoulins                       | 167                              | 4,38          | 37               | Fécamp Valmont | Le Havre                                         | Fécamp Caux Littoral Agglomération |
| 76188      | 76850             | Cottévrard                          | 474                              | 7,88          | 60               | Neufchâtel-en-Bray Bellencombre | Rouen Dieppe                                     | Inter-Caux-Vexin                   |
| 76189      | 76450             | Crasville-la-Mallet                 | 189                              | 3,21          | 48               | Saint-Valery-en-Caux Cany-Barville | Dieppe                                           | Côte d’Albâtre                     |
| 76190      | 76740             | Crasville-la-Rocquefort             | 207                              | 5,21          | 40               | Saint-Valery-en-Caux Fontaine-le-Dun | Dieppe                                           | Côte d’Albâtre                     |
| 76192      | 76910             | Criel-sur-Mer                       | 2592                             | 21,12         | 125              | Eu | Dieppe                                           | Villes Sœurs                       |
| 76194      | 76111             | Criquebeuf-en-Caux                  | 404                              | 2,08          | 193              | Fécamp | Le Havre                                         | Fécamp Caux Littoral Agglomération |
| 76196      | 76280             | Criquetot-l’Esneval                 | 2578                             | 13,47         | 190              | Octeville-sur-Mer Criquetot-l’Esneval | Le Havre                                         | Le Havre Seine Métropole           |
| 76195      | 76540             | Criquetot-le-Mauconduit             | 195                              | 4,12          | 43               | Fécamp Valmont | Le Havre                                         | Côte d’Albâtre                     |
| 76197      | 76590             | Criquetot-sur-Longueville           | 219                              | 7,22          | 31               | Luneray Longueville-sur-Scie | Dieppe                                           | Terroir de Caux                    |
| 76198      | 76760             | Criquetot-sur-Ouville               | 803                              | 5,83          | 138              | Yvetot Yerville | Rouen                                            | Plateau de Caux                    |
| 76199      | 76390             | Criquiers                           | 714                              | 23,55         | 29               | Gournay-en-Bray Aumale | Dieppe                                           | Aumale Blangy-sur-Bresle           |
| 76200      | 76680             | Critot                              | 528                              | 7,05          | 65               | Neufchâtel-en-Bray Saint-Saëns | Dieppe                                           | Bray-Eawy                          |
| 76201      | 76780             | Croisy-sur-Andelle                  | 517                              | 3,83          | 139              | Gournay-en-Bray Argueil | Dieppe                                           | 4 Rivières                         |
| 76202      | 76660             | Croixdalle                          | 337                              | 11,00         | 29               | Neufchâtel-en-Bray Londinières | Dieppe                                           | Londinières                        |
| 76203      | 76190             | Croix-Mare                          | 713                              | 8,64          | 88               | Notre-Dame-de-Bondeville Pavilly | Rouen                                            | Yvetot Normandie                   |
| 76204      | 76720             | Cropus                              | 251                              | 4,78          | 53               | Neufchâtel-en-Bray Bellencombre | Dieppe                                           | Terroir de Caux                    |
| 76205      | 76590             | Crosville-sur-Scie                  | 233                              | 3,51          | 71               | Luneray Longueville-sur-Scie | Dieppe                                           | Terroir de Caux                    |
| 76206      | 76280             | Cuverville                          | 341                              | 4,58          | 75               | Octeville-sur-Mer Criquetot-l’Esneval | Le Havre                                         | Le Havre Seine Métropole           |
| 76207      | 76260             | Cuverville-sur-Yères                | 193                              | 11,06         | 18               | Eu | Dieppe                                           | Falaises du Talou                  |
| 76208      | 76220             | Cuy-Saint-Fiacre                    | 631                              | 9,63          | 69               | Gournay-en-Bray | Dieppe                                           | 4 Rivières                         |
| 76209      | 76220             | Dampierre-en-Bray                   | 448                              | 12,82         | 34               | Gournay-en-Bray | Dieppe                                           | 4 Rivières                         |
| 76210      | 76510             | Dampierre-Saint-Nicolas             | 447                              | 3,94          | 117              | Dieppe-2 Envermeu | Dieppe                                           | Falaises du Talou                  |
| 76211      | 76340             | Dancourt                            | 234                              | 18,30         | 13               | Eu Blangy-sur-Bresle | Dieppe                                           | Aumale Blangy-sur-Bresle           |
| 76212      | 76160             | Darnétal                            | 9652                             | 4,93          | 1'985            | Darnétal | Rouen                                            | Métropole Rouen Normandie          |
| 76213      | 76110             | Daubeuf-Serville                    | 396                              | 7,75          | 52               | Saint-Romain-de-Colbosc Goderville | Le Havre                                         | Campagne-de-Caux                   |
| 76214      | 76590             | Dénestanville                       | 283                              | 2,69          | 99               | Luneray Longueville-sur-Scie | Dieppe                                           | Terroir de Caux                    |
| 76216      | 76250             | Déville-lès-Rouen                   | 10.690                           | 3,16          | 3'372            | Mont-Saint-Aignan | Rouen                                            | Métropole Rouen Normandie          |
| 76217      | 76200             | Dieppe                              | 28.599                           | 11,67         | 2'420            | Dieppe-1 Dieppe-2 Dieppe-Est Dieppe-Ouest | Dieppe                                           | Région Dieppoise                   |
| 76218      | 76220             | Doudeauville                        | 110                              | 3,94          | 25               | Gournay-en-Bray | Dieppe                                           | 4 Rivières                         |
| 76219      | 76560             | Doudeville                          | 2440                             | 14,51         | 171              | Yvetot Doudeville | Rouen                                            | Plateau de Caux                    |
| 76220      | 76630             | Douvrend                            | 511                              | 17,96         | 29               | Dieppe-2 Envermeu | Dieppe                                           | Falaises du Talou                  |
| 76221      | 76460             | Drosay                              | 192                              | 6,43          | 30               | Saint-Valery-en-Caux | Dieppe                                           | Côte d’Albâtre                     |
| 76222      | 76480             | Duclair                             | 4017                             | 10,02         | 406              | Barentin Duclair | Rouen                                            | Métropole Rouen Normandie          |
| 76223      | 76190             | Écalles-Alix                        | 547                              | 7,10          | 72               | Notre-Dame-de-Bondeville Pavilly | Rouen                                            | Yvetot Normandie                   |
| 76224      | 76110             | Écrainville                         | 985                              | 12,82         | 76               | Saint-Romain-de-Colbosc Goderville | Le Havre                                         | Campagne-de-Caux                   |
| 76225      | 76190             | Écretteville-lès-Baons              | 352                              | 9,39          | 40               | Yvetot | Rouen                                            | Yvetot Normandie                   |
| 76226      | 76540             | Écretteville-sur-Mer                | 147                              | 1,89          | 86               | Fécamp Valmont | Le Havre                                         | Fécamp Caux Littoral Agglomération |
| 76227      | 76760             | Ectot-l’Auber                       | 706                              | 5,00          | 140              | Yvetot Yerville | Rouen                                            | Plateau de Caux                    |
| 76228      | 76970             | Ectot-lès-Baons                     | 398                              | 4,92          | 80               | Yvetot Yerville | Rouen                                            | Plateau de Caux                    |
| 76231      | 76500             | Elbeuf                              | 15.774                           | 16,32         | 994              | Elbeuf | Rouen                                            | Métropole Rouen Normandie          |
| 76229      | 76220             | Elbeuf-en-Bray                      | 393                              | 10,65         | 38               | Gournay-en-Bray | Dieppe                                           | 4 Rivières                         |
| 76230      | 76780             | Elbeuf-sur-Andelle                  | 446                              | 5,87          | 81               | Le Mesnil-Esnard Darnétal | Rouen                                            | Inter-Caux-Vexin                   |
| 76232      | 76540             | Életot                              | 630                              | 6,81          | 94               | Fécamp Valmont | Le Havre                                         | Fécamp Caux Littoral Agglomération |
| 76233      | 76390             | Ellecourt                           | 156                              | 4,45          | 34               | Gournay-en-Bray Aumale | Dieppe                                           | Aumale Blangy-sur-Bresle           |
| 76234      | 76570             | Émanville                           | 768                              | 6,43          | 111              | Notre-Dame-de-Bondeville Pavilly | Rouen                                            | Caux-Austreberthe                  |
| 76235      | 76630             | Envermeu                            | 1973                             | 14,58         | 139              | Dieppe-2 Envermeu | Dieppe                                           | Falaises du Talou                  |
| 76236      | 76640             | Envronville                         | 361                              | 6,22          | 56               | Saint-Valery-en-Caux Fauville-en-Caux | Le Havre                                         | Caux Seine Agglo                   |
| 76237      | 76480             | Épinay-sur-Duclair                  | 516                              | 6,61          | 77               | Barentin Duclair | Rouen                                            | Métropole Rouen Normandie          |
| 76238      | 76133             | Épouville                           | 2624                             | 5,59          | 475              | Octeville-sur-Mer Montivilliers | Le Havre                                         | Le Havre Seine Métropole           |
| 76239      | 76430             | Épretot                             | 783                              | 6,84          | 113              | Saint-Romain-de-Colbosc | Le Havre                                         | Le Havre Seine Métropole           |
| 76240      | 76400             | Épreville                           | 1068                             | 6,44          | 157              | Fécamp | Le Havre                                         | Fécamp Caux Littoral Agglomération |
| 76241      | 76740             | Ermenouville                        | 128                              | 3,70          | 38               | Saint-Valery-en-Caux Fontaine-le-Dun | Dieppe                                           | Côte d’Albâtre                     |
| 76242      | 76220             | Ernemont-la-Villette                | 210                              | 7,46          | 26               | Gournay-en-Bray | Dieppe                                           | 4 Rivières                         |
| 76243      | 76750             | Ernemont-sur-Buchy                  | 293                              | 4,04          | 73               | Le Mesnil-Esnard Buchy | Rouen                                            | Inter-Caux-Vexin                   |
| 76244      | 76270             | Esclavelles                         | 397                              | 9,76          | 39               | Neufchâtel-en-Bray | Dieppe                                           | Bray-Eawy                          |
| 76245      | 76710             | Eslettes                            | 1630                             | 5,12          | 316              | Notre-Dame-de-Bondeville Clères | Rouen                                            | Inter-Caux-Vexin                   |
| 76247      | 76690             | Esteville                           | 538                              | 5,29          | 94               | Bois-Guillaume Clères | Rouen                                            | Inter-Caux-Vexin                   |
| 76249      | 76850             | Étaimpuis                           | 861                              | 10,60         | 78               | Luneray Tôtes | Dieppe                                           | Terroir de Caux                    |
| 76250      | 76430             | Étainhus                            | 1209                             | 8,22          | 147              | Saint-Romain-de-Colbosc | Le Havre                                         | Le Havre Seine Métropole           |
| 76251      | 76560             | Étalleville                         | 428                              | 3,55          | 125              | Yvetot Doudeville | Rouen                                            | Plateau de Caux                    |
| 76252      | 76260             | Étalondes                           | 1071                             | 4,63          | 224              | Eu | Dieppe                                           | Villes Sœurs                       |
| 76253      | 76190             | Étoutteville                        | 837                              | 11,59         | 71               | Yvetot Yerville | Rouen                                            | Plateau de Caux                    |
| 76254      | 76790             | Étretat                             | 1167                             | 4,07          | 304              | Octeville-sur-Mer Criquetot-l’Esneval | Le Havre                                         | Le Havre Seine Métropole           |
| 76255      | 76260             | Eu                                  | 6541                             | 17,93         | 375              | Eu | Dieppe                                           | Villes Sœurs                       |
| 76257      | 76340             | Fallencourt                         | 180                              | 12,08         | 15               | Eu Blangy-sur-Bresle | Dieppe                                           | Aumale Blangy-sur-Bresle           |
| 76259      | 76400             | Fécamp                              | 17.961                           | 15,07         | 1'197            | Fécamp | Le Havre                                         | Fécamp Caux Littoral Agglomération |
| 76260      | 76220             | Ferrières-en-Bray                   | 1675                             | 15,88         | 105              | Gournay-en-Bray | Dieppe                                           | 4 Rivières                         |
| 76262      | 76270             | Fesques                             | 145                              | 8,80          | 15               | Neufchâtel-en-Bray | Dieppe                                           | Bray-Eawy                          |
| 76264      | 76970             | Flamanville                         | 466                              | 4,48          | 108              | Yvetot Yerville | Rouen                                            | Plateau de Caux                    |
| 76265      | 76270             | Flamets-Frétils                     | 160                              | 12,39         | 13               | Neufchâtel-en-Bray | Dieppe                                           | Bray-Eawy                          |
| 76266      | 76260             | Flocques                            | 720                              | 4,93          | 143              | Eu | Dieppe                                           | Villes Sœurs                       |
| 76268      | 76280             | Fongueusemare                       | 176                              | 11,85         | 16               | Octeville-sur-Mer Criquetot-l’Esneval | Le Havre                                         | Le Havre Seine Métropole           |
| 76269      | 76440             | Fontaine-en-Bray                    | 167                              | 6,03          | 29               | Neufchâtel-en-Bray Saint-Saëns | Dieppe                                           | Bray-Eawy                          |
| 76270      | 76290             | Fontaine-la-Mallet                  | 2713                             | 6,68          | 394              | Octeville-sur-Mer Montivilliers | Le Havre                                         | Le Havre Seine Métropole           |
| 76271      | 76690             | Fontaine-le-Bourg                   | 1883                             | 12,20         | 148              | Bois-Guillaume Clères | Rouen                                            | Inter-Caux-Vexin                   |
| 76272      | 76740             | Fontaine-le-Dun                     | 876                              | 5,35          | 168              | Saint-Valery-en-Caux Fontaine-le-Dun | Dieppe                                           | Côte d’Albâtre                     |
| 76273      | 76160             | Fontaine-sous-Préaux                | 562                              | 3,52          | 154              | Darnétal | Rouen                                            | Métropole Rouen Normandie          |
| 76275      | 76290             | Fontenay                            | 1783                             | 5,61          | 271              | Octeville-sur-Mer Montivilliers | Le Havre                                         | Le Havre Seine Métropole           |
| 76276      | 76440             | Forges-les-Eaux                     | 3653                             | 15,33         | 249              | Gournay-en-Bray Forges-les-Eaux | Dieppe                                           | 4 Rivières                         |
| 76278      | 76340             | Foucarmont                          | 804                              | 7,28          | 109              | Eu Blangy-sur-Bresle | Dieppe                                           | Aumale Blangy-sur-Bresle           |
| 76279      | 76640             | Foucart                             | 339                              | 4,28          | 84               | Saint-Valery-en-Caux Fauville-en-Caux | Le Havre                                         | Caux Seine Agglo                   |
| 76475      | 76520             | Franqueville-Saint-Pierre           | 6081                             | 8,56          | 713              | Le Mesnil-Esnard Boos | Rouen                                            | Métropole Rouen Normandie          |
| 76280      | 76660             | Fréauville                          | 144                              | 5,41          | 24               | Neufchâtel-en-Bray Londinières | Dieppe                                           | Londinières                        |
| 76282      | 76410             | Freneuse                            | 993                              | 3,18          | 300              | Caudebec-lès-Elbeuf | Rouen                                            | Métropole Rouen Normandie          |
| 76283      | 76270             | Fresles                             | 229                              | 10,96         | 22               | Neufchâtel-en-Bray | Dieppe                                           | Bray-Eawy                          |
| 76284      | 76850             | Fresnay-le-Long                     | 333                              | 5,22          | 63               | Luneray Tôtes | Dieppe                                           | Terroir de Caux                    |
| 76285      | 76520             | Fresne-le-Plan                      | 547                              | 6,88          | 83               | Le Mesnil-Esnard Boos | Rouen                                            | Inter-Caux-Vexin                   |
| 76286      | 76660             | Fresnoy-Folny                       | 689                              | 13,12         | 51               | Neufchâtel-en-Bray Londinières | Dieppe                                           | Londinières                        |
| 76287      | 76570             | Fresquiennes                        | 1079                             | 13,45         | 76               | Notre-Dame-de-Bondeville Pavilly | Rouen                                            | Inter-Caux-Vexin                   |
| 76288      | 76510             | Freulleville                        | 378                              | 11,13         | 33               | Dieppe-2 Envermeu | Dieppe                                           | Falaises du Talou                  |
| 76290      | 76690             | Frichemesnil                        | 392                              | 8,10          | 49               | Bois-Guillaume Clères | Rouen                                            | Inter-Caux-Vexin                   |
| 76291      | 76400             | Froberville                         | 1157                             | 5,88          | 203              | Fécamp | Le Havre                                         | Fécamp Caux Littoral Agglomération |
| 76292      | 76780             | Fry                                 | 140                              | 8,03          | 18               | Gournay-en-Bray Argueil | Dieppe                                           | 4 Rivières                         |
| 76293      | 76560             | Fultot                              | 246                              | 3,72          | 63               | Yvetot Doudeville | Rouen                                            | Plateau de Caux                    |
| 76295      | 76870             | Gaillefontaine                      | 1161                             | 26,23         | 47               | Gournay-en-Bray Forges-les-Eaux | Dieppe                                           | 4 Rivières                         |
| 76296      | 76700             | Gainneville                         | 2529                             | 4,65          | 543              | Le Havre-3 Gonfreville-l’Orcher | Le Havre                                         | Le Havre Seine Métropole           |
| 76297      | 76220             | Gancourt-Saint-Étienne              | 226                              | 12,48         | 18               | Gournay-en-Bray | Dieppe                                           | 4 Rivières                         |
| 76298      | 76400             | Ganzeville                          | 459                              | 3,96          | 118              | Fécamp | Le Havre                                         | Fécamp Caux Littoral Agglomération |
| 76299      | 76540             | Gerponville                         | 381                              | 4,91          | 80               | Fécamp Valmont | Le Havre                                         | Fécamp Caux Littoral Agglomération |
| 76300      | 76790             | Gerville                            | 421                              | 3,01          | 143              | Fécamp | Le Havre                                         | Fécamp Caux Littoral Agglomération |
| 76302      | 76110             | Goderville                          | 2829                             | 7,98          | 359              | Saint-Romain-de-Colbosc Goderville | Le Havre                                         | Campagne-de-Caux                   |
| 76303      | 76430             | Gommerville                         | 740                              | 7,39          | 99               | Saint-Romain-de-Colbosc | Le Havre                                         | Le Havre Seine Métropole           |
| 76304      | 76110             | Gonfreville-Caillot                 | 397                              | 4,22          | 87               | Saint-Romain-de-Colbosc Goderville | Le Havre                                         | Campagne-de-Caux                   |
| 76305      | 76700             | Gonfreville-l’Orcher                | 8939                             | 25,81         | 354              | Le Havre-3 Gonfreville-l’Orcher | Le Havre                                         | Le Havre Seine Métropole           |
| 76306      | 76730             | Gonnetot                            | 170                              | 2,33          | 76               | Luneray Bacqueville-en-Caux | Dieppe                                           | Terroir de Caux                    |
| 76307      | 76280             | Gonneville-la-Mallet                | 1351                             | 7,32          | 187              | Octeville-sur-Mer Criquetot-l’Esneval | Le Havre                                         | Le Havre Seine Métropole           |
| 76308      | 76590             | Gonneville-sur-Scie                 | 548                              | 8,73          | 58               | Luneray Tôtes | Dieppe                                           | Terroir de Caux                    |
| 76309      | 76560             | Gonzeville                          | 121                              | 4,83          | 25               | Yvetot Doudeville | Rouen                                            | Plateau de Caux                    |
| 76311      | 76570             | Goupillières                        | 434                              | 4,13          | 103              | Notre-Dame-de-Bondeville Pavilly | Rouen                                            | Caux-Austreberthe                  |
| 76312      | 76220             | Gournay-en-Bray                     | 5834                             | 10,40         | 581              | Gournay-en-Bray | Dieppe                                           | 4 Rivières                         |
| 76313      | 76520             | Gouy                                | 893                              | 4,97          | 179              | Darnétal Boos | Rouen                                            | Métropole Rouen Normandie          |
| 76314      | 76430             | Graimbouville                       | 608                              | 6,40          | 96               | Saint-Romain-de-Colbosc | Le Havre                                         | Le Havre Seine Métropole           |
| 76315      | 76450             | Grainville-la-Teinturière           | 1060                             | 18,41         | 59               | Saint-Valery-en-Caux Cany-Barville | Dieppe                                           | Côte d’Albâtre                     |
| 76316      | 76116             | Grainville-sur-Ry                   | 437                              | 5,38          | 82               | Le Mesnil-Esnard Darnétal | Rouen                                            | Inter-Caux-Vexin                   |
| 76317      | 76110             | Grainville-Ymauville                | 423                              | 6,29          | 69               | Saint-Romain-de-Colbosc Goderville | Le Havre                                         | Campagne-de-Caux                   |
| 76318      | 76170             | Grand-Camp                          | 763                              | 4,91          | 150              | Port-Jérôme-sur-Seine Lillebonne | Le Havre                                         | Caux Seine Agglo                   |
| 76319      | 76530             | Grand-Couronne                      | 9722                             | 16,93         | 575              | Elbeuf Grand-Couronne | Rouen                                            | Métropole Rouen Normandie          |
| 76320      | 76660             | Grandcourt                          | 295                              | 22,44         | 15               | Neufchâtel-en-Bray Londinières | Dieppe                                           | Londinières                        |
| 76323      | 76270             | Graval                              | 156                              | 3,95          | 39               | Neufchâtel-en-Bray | Dieppe                                           | Bray-Eawy                          |
| 76324      | 76370             | Grèges                              | 840                              | 3,13          | 271              | Dieppe-2 Dieppe-Est | Dieppe                                           | Région Dieppoise                   |
| 76325      | 76970             | Grémonville                         | 447                              | 8,27          | 53               | Yvetot Yerville | Rouen                                            | Plateau de Caux                    |
| 76327      | 76810             | Greuville                           | 374                              | 2,96          | 126              | Luneray Bacqueville-en-Caux | Dieppe                                           | Terroir de Caux                    |
| 76328      | 76850             | Grigneuseville                      | 373                              | 7,59          | 49               | Neufchâtel-en-Bray Bellencombre | Rouen Dieppe                                     | Inter-Caux-Vexin                   |
| 76329      | 76210             | Gruchet-le-Valasse                  | 3026                             | 14,20         | 224              | Bolbec | Le Havre                                         | Caux Seine Agglo                   |
| 76330      | 76810             | Gruchet-Saint-Siméon                | 687                              | 2,63          | 261              | Luneray Bacqueville-en-Caux | Dieppe                                           | Terroir de Caux                    |
| 76331      | 76690             | Grugny                              | 1009                             | 3,18          | 317              | Bois-Guillaume Clères | Rouen                                            | Inter-Caux-Vexin                   |
| 76332      | 76440             | Grumesnil                           | 480                              | 11,16         | 38               | Gournay-en-Bray Forges-les-Eaux | Dieppe                                           | 4 Rivières                         |
| 76333      | 76340             | Guerville                           | 470                              | 12,46         | 37               | Eu Blangy-sur-Bresle | Dieppe                                           | Aumale Blangy-sur-Bresle           |
| 76334      | 76730             | Gueures                             | 524                              | 6,07          | 87               | Luneray Bacqueville-en-Caux | Dieppe                                           | Terroir de Caux                    |
| 76335      | 76890             | Gueutteville                        | 80                               | 2,99          | 29               | Luneray Pavilly | Dieppe Rouen                                     | Terroir de Caux                    |
| 76336      | 76460             | Gueutteville-les-Grès               | 364                              | 4,39          | 86               | Saint-Valery-en-Caux | Dieppe                                           | Côte d’Albâtre                     |
| 76340      | 76560             | Harcanville                         | 525                              | 7,48          | 70               | Yvetot Doudeville | Rouen                                            | Plateau de Caux                    |
| 76341      | 76700             | Harfleur                            | 8296                             | 4,21          | 1'983            | Le Havre-2 Gonfreville-l’Orcher | Le Havre                                         | Le Havre Seine Métropole           |
| 76342      | 76640             | Hattenville                         | 707                              | 9,32          | 77               | Saint-Valery-en-Caux Fauville-en-Caux | Le Havre                                         | Caux Seine Agglo                   |
| 76343      | 76440             | Haucourt                            | 192                              | 10,18         | 19               | Gournay-en-Bray Forges-les-Eaux | Dieppe                                           | 4 Rivières                         |
| 76344      | 76390             | Haudricourt                         | 456                              | 29,98         | 14               | Gournay-en-Bray Aumale | Dieppe                                           | Aumale Blangy-sur-Bresle           |
| 76345      | 76440             | Haussez                             | 277                              | 13,15         | 21               | Gournay-en-Bray Forges-les-Eaux | Dieppe                                           | 4 Rivières                         |
| 76346      | 76450             | Hautot-l’Auvray                     | 308                              | 7,33          | 43               | Saint-Valery-en-Caux Ourville-en-Caux | Dieppe Le Havre                                  | Côte d’Albâtre                     |
| 76347      | 76190             | Hautot-le-Vatois                    | 334                              | 6,07          | 59               | Yvetot Fauville-en-Caux | Rouen Le Havre                                   | Yvetot Normandie                   |
| 76348      | 76190             | Hautot-Saint-Sulpice                | 691                              | 8,53          | 81               | Yvetot Doudeville | Rouen                                            | Yvetot Normandie                   |
| 76349      | 76550             | Hautot-sur-Mer                      | 1879                             | 9,46          | 200              | Dieppe-1 Offranville | Dieppe                                           | Région Dieppoise                   |
| 76350      | 76113             | Hautot-sur-Seine                    | 395                              | 2,16          | 185              | Canteleu Grand-Couronne | Rouen                                            | Métropole Rouen Normandie          |
| 76353      | 76740             | Héberville                          | 101                              | 3,99          | 27               | Saint-Valery-en-Caux Fontaine-le-Dun | Dieppe                                           | Côte d’Albâtre                     |
| 76354      | 76840             | Hénouville                          | 1393                             | 10,69         | 124              | Barentin Duclair | Rouen                                            | Métropole Rouen Normandie          |
| 76355      | 76560             | Héricourt-en-Caux                   | 950                              | 10,81         | 88               | Yvetot Ourville-en-Caux | Rouen Le Havre                                   | Plateau de Caux                    |
| 76356      | 76730             | Hermanville                         | 116                              | 4,72          | 24               | Luneray Bacqueville-en-Caux | Dieppe                                           | Terroir de Caux                    |
| 76357      | 76280             | Hermeville                          | 348                              | 3,81          | 93               | Octeville-sur-Mer Criquetot-l’Esneval | Le Havre                                         | Le Havre Seine Métropole           |
| 76359      | 76750             | Héronchelles                        | 145                              | 6,71          | 21               | Le Mesnil-Esnard Buchy | Rouen                                            | Inter-Caux-Vexin                   |
| 76360      | 76720             | Heugleville-sur-Scie                | 654                              | 13,09         | 48               | Luneray Longueville-sur-Scie | Dieppe                                           | Terroir de Caux                    |
| 76361      | 76280             | Heuqueville                         | 715                              | 5,05          | 142              | Octeville-sur-Mer Criquetot-l’Esneval | Le Havre                                         | Le Havre Seine Métropole           |
| 76362      | 76940             | Heurteauville                       | 287                              | 7,26          | 41               | Port-Jérôme-sur-Seine Caudebec-en-Caux | Rouen                                            | Caux Seine Agglo                   |
| 76363      | 76340             | Hodeng-au-Bosc                      | 565                              | 8,77          | 66               | Eu Blangy-sur-Bresle | Dieppe                                           | Aumale Blangy-sur-Bresle           |
| 76364      | 76780             | Hodeng-Hodenger                     | 281                              | 11,54         | 24               | Gournay-en-Bray Argueil | Dieppe                                           | 4 Rivières                         |
| 76365      | 76740             | Houdetot                            | 194                              | 5,77          | 32               | Saint-Valery-en-Caux Fontaine-le-Dun | Dieppe                                           | Côte d’Albâtre                     |
| 76367      | 76770             | Houppeville                         | 2849                             | 20,80         | 140              | Notre-Dame-de-Bondeville | Rouen                                            | Métropole Rouen Normandie          |
| 76368      | 76110             | Houquetot                           | 341                              | 4,09          | 83               | Saint-Romain-de-Colbosc Goderville | Le Havre                                         | Campagne-de-Caux                   |
| 76370      | 76570             | Hugleville-en-Caux                  | 420                              | 9,45          | 45               | Yvetot Yerville | Rouen                                            | Plateau de Caux                    |
| 76372      | 76390             | Illois                              | 391                              | 14,54         | 28               | Gournay-en-Bray Aumale | Dieppe                                           | Aumale Blangy-sur-Bresle           |
| 76373      | 76890             | Imbleville                          | 315                              | 5,28          | 58               | Luneray Tôtes | Dieppe                                           | Terroir de Caux                    |
| 76374      | 76117             | Incheville                          | 1138                             | 7,89          | 156              | Eu | Dieppe                                           | Villes Sœurs                       |
| 76375      | 76460             | Ingouville                          | 277                              | 7,91          | 35               | Saint-Valery-en-Caux | Dieppe                                           | Côte d’Albâtre                     |
| 76377      | 76230             | Isneauville                         | 3713                             | 8,20          | 432              | Bois-Guillaume | Rouen                                            | Métropole Rouen Normandie          |
| 76378      | 76480             | Jumièges                            | 1743                             | 18,75         | 91               | Barentin Duclair | Rouen                                            | Métropole Rouen Normandie          |
| 76074      | 76440             | La Bellière                         | 50                               | 4,54          | 12               | Gournay-en-Bray Forges-les-Eaux | Dieppe                                           | 4 Rivières                         |
| 76131      | 76530             | La Bouille                          | 710                              | 1,27          | 569              | Elbeuf Grand-Couronne | Rouen                                            | Métropole Rouen Normandie          |
| 76169      | 76430             | La Cerlangue                        | 1297                             | 27,93         | 46               | Saint-Romain-de-Colbosc | Le Havre                                         | Le Havre Seine Métropole           |
| 76170      | 76590             | La Chapelle-du-Bourgay              | 109                              | 2,99          | 39               | Luneray Longueville-sur-Scie | Dieppe                                           | Terroir de Caux                    |
| 76171      | 76780             | La Chapelle-Saint-Ouen              | 143                              | 7,85          | 17               | Gournay-en-Bray Argueil | Dieppe                                           | 4 Rivières                         |
| 76172      | 76740             | La Chapelle-sur-Dun                 | 162                              | 4,42          | 36               | Saint-Valery-en-Caux Fontaine-le-Dun | Dieppe                                           | Côte d’Albâtre                     |
| 76173      | 76590             | La Chaussée                         | 553                              | 8,08          | 67               | Luneray Longueville-sur-Scie | Dieppe                                           | Terroir de Caux                    |
| 76193      | 76850             | La Crique                           | 367                              | 10,18         | 33               | Neufchâtel-en-Bray Bellencombre | Dieppe                                           | Bray-Eawy                          |
| 76261      | 76440             | La Ferté-Saint-Samson               | 446                              | 19,05         | 24               | Gournay-en-Bray Forges-les-Eaux | Dieppe                                           | 4 Rivières                         |
| 76263      | 76220             | La Feuillie                         | 1245                             | 39,76         | 32               | Gournay-en-Bray Argueil | Dieppe                                           | 4 Rivières                         |
| 76274      | 76890             | La Fontelaye                        | 24                               | 3,99          | 7                | Luneray Tôtes | Dieppe                                           | Terroir de Caux                    |
| 76281      | 76170             | La Frénaye                          | 2079                             | 10,02         | 209              | Port-Jérôme-sur-Seine Lillebonne | Le Havre                                         | Caux Seine Agglo                   |
| 76294      | 76740             | La Gaillarde                        | 377                              | 7,78          | 49               | Saint-Valery-en-Caux Fontaine-le-Dun | Dieppe                                           | Côte d’Albâtre                     |
| 76338      | 76780             | La Hallotière                       | 204                              | 3,75          | 60               | Gournay-en-Bray Argueil | Dieppe                                           | 4 Rivières                         |
| 76352      | 76780             | La Haye                             | 368                              | 6,74          | 55               | Gournay-en-Bray Argueil | Dieppe                                           | 4 Rivières                         |
| 76369      | 76690             | La Houssaye-Béranger                | 539                              | 8,06          | 66               | Bois-Guillaume Clères | Rouen                                            | Inter-Caux-Vexin                   |
| 76391      | 76500             | La Londe                            | 2367                             | 30,98         | 75               | Elbeuf | Rouen                                            | Métropole Rouen Normandie          |
| 76464      | 76520             | La Neuville-Chant-d’Oisel           | 2376                             | 21,83         | 109              | Le Mesnil-Esnard Boos | Rouen                                            | Métropole Rouen Normandie          |
| 76508      | 76280             | La Poterie-Cap-d’Antifer            | 456                              | 5,81          | 78               | Octeville-sur-Mer Criquetot-l’Esneval | Le Havre                                         | Le Havre Seine Métropole           |
| 76522      | 76430             | La Remuée                           | 1280                             | 7,03          | 182              | Saint-Romain-de-Colbosc | Le Havre                                         | Le Havre Seine Métropole           |
| 76547      | 76690             | La Rue-Saint-Pierre                 | 784                              | 7,68          | 102              | Le Mesnil-Esnard Clères | Rouen                                            | Inter-Caux-Vexin                   |
| 76712      | 76170             | La Trinité-du-Mont                  | 917                              | 2,06          | 404              | Bolbec Lillebonne | Le Havre                                         | Caux Seine Agglo                   |
| 76728      | 76150             | La Vaupalière                       | 1214                             | 8,00          | 141              | Notre-Dame-de-Bondeville | Rouen                                            | Inter-Caux-Vexin                   |
| 76740      | 76160             | La Vieux-Rue                        | 576                              | 5,51          | 104              | Le Mesnil-Esnard Darnétal | Rouen                                            | Inter-Caux-Vexin                   |
| 76379      | 76730             | Lamberville                         | 188                              | 7,33          | 26               | Luneray Bacqueville-en-Caux | Dieppe                                           | Terroir de Caux                    |
| 76380      | 76730             | Lammerville                         | 307                              | 8,76          | 36               | Luneray Bacqueville-en-Caux | Dieppe                                           | Terroir de Caux                    |
| 76381      | 76390             | Landes-Vieilles-et-Neuves           | 125                              | 7,09          | 18               | Gournay-en-Bray Aumale | Dieppe                                           | Aumale Blangy-sur-Bresle           |
| 76382      | 76210             | Lanquetot                           | 1147                             | 5,09          | 228              | Bolbec | Le Havre                                         | Caux Seine Agglo                   |
| 76105      | 76690             | Le Bocasse                          | 655                              | 8,62          | 76               | Bois-Guillaume Clères | Rouen                                            | Inter-Caux-Vexin                   |
| 76112      | 76590             | Le Bois-Robert                      | 385                              | 4,95          | 71               | Luneray Longueville-sur-Scie | Dieppe                                           | Terroir de Caux                    |
| 76133      | 76740             | Le Bourg-Dun                        | 426                              | 14,74         | 29               | Saint-Valery-en-Caux Offranville | Dieppe                                           | Côte d’Albâtre                     |
| 76162      | 76590             | Le Catelier                         | 268                              | 3,84          | 70               | Luneray Longueville-sur-Scie | Dieppe                                           | Terroir de Caux                    |
| 76166      | 76390             | Le Caule-Sainte-Beuve               | 479                              | 16,71         | 29               | Gournay-en-Bray Aumale | Dieppe                                           | Aumale Blangy-sur-Bresle           |
| 76322      | 76120             | Le Grand-Quevilly                   | 25.954                           | 11,11         | 2'337            | Le Grand-Quevilly Grand-Couronne Le Grand-Quevilly | Rouen                                            | Métropole Rouen Normandie          |
| 76339      | 76450             | Le Hanouard                         | 267                              | 4,32          | 59               | Saint-Valery-en-Caux Ourville-en-Caux | Dieppe Le Havre                                  | Côte d’Albâtre                     |
| 76351      | 76600             | Le Havre                            | 166.462                          | 46,95         | 3'584            | Le Havre-1 Le Havre-2 Le Havre-3 Le Havre-4 Le Havre-5 Le Havre-6 Le Havre-1 Le Havre-2 Le Havre-3 Le Havre-4 Le Havre-5 Le Havre-6 Le Havre-7 Le Havre-8 Le Havre-9 | Le Havre                                         | Le Havre Seine Métropole           |
| 76366      | 76770             | Le Houlme                           | 4127                             | 2,97          | 1'383            | Notre-Dame-de-Bondeville | Rouen                                            | Métropole Rouen Normandie          |
| 76428      | 76460             | Le Mesnil-Durdent                   | 17                               | 1,32          | 13               | Saint-Valery-en-Caux | Dieppe                                           | Côte d’Albâtre                     |
| 76429      | 76240             | Le Mesnil-Esnard                    | 7998                             | 5,07          | 1'555            | Le Mesnil-Esnard Boos | Rouen                                            | Métropole Rouen Normandie          |
| 76431      | 76780             | Le Mesnil-Lieubray                  | 94                               | 5,94          | 16               | Gournay-en-Bray Argueil | Dieppe                                           | 4 Rivières                         |
| 76435      | 76260             | Le Mesnil-Réaume                    | 802                              | 5,55          | 143              | Eu | Dieppe                                           | Villes Sœurs                       |
| 76436      | 76480             | Le Mesnil-sous-Jumièges             | 612                              | 6,84          | 90               | Barentin Duclair | Rouen                                            | Métropole Rouen Normandie          |
| 76498      | 76140             | Le Petit-Quevilly                   | 21.935                           | 4,35          | 5                | Le Petit-Quevilly | Rouen                                            | Métropole Rouen Normandie          |
| 76691      | 76440             | Le Thil-Riberpré                    | 239                              | 10,09         | 23               | Gournay-en-Bray Forges-les-Eaux | Dieppe                                           | 4 Rivières                         |
| 76693      | 76790             | Le Tilleul                          | 666                              | 6,27          | 110              | Octeville-sur-Mer Criquetot-l’Esneval | Le Havre                                         | Le Havre Seine Métropole           |
| 76699      | 76560             | Le Torp-Mesnil                      | 454                              | 5,23          | 86               | Yvetot Doudeville | Rouen                                            | Plateau de Caux                    |
| 76709      | 76580             | Le Trait                            | 4742                             | 17,52         | 278              | Barentin Duclair | Rouen                                            | Métropole Rouen Normandie          |
| 76711      | 76470             | Le Tréport                          | 4417                             | 6,77          | 677              | Eu | Dieppe                                           | Villes Sœurs                       |
| 76039      | 76520             | Les Authieux-sur-le-Port-Saint-Ouen | 1210                             | 4,53          | 278              | Darnétal Boos | Rouen                                            | Métropole Rouen Normandie          |
| 76168      | 76590             | Les Cent-Acres                      | 66                               | 5,08          | 13               | Luneray Longueville-sur-Scie | Dieppe                                           | Terroir de Caux                    |
| 76321      | 76950             | Les Grandes-Ventes                  | 1733                             | 24,76         | 72               | Neufchâtel-en-Bray Bellencombre | Dieppe                                           | Bray-Eawy                          |
| 76041      | 76190             | Les Hauts-de-Caux                   | 1342                             | 11,76         | 115              | Yvetot | Rouen                                            | Yvetot Normandie                   |
| 76371      | 76630             | Les Ifs                             | 72                               | 4,03          | 18               | Dieppe-2 Envermeu | Dieppe                                           | Falaises du Talou                  |
| 76390      | 76790             | Les Loges                           | 1115                             | 14,86         | 74               | Fécamp | Le Havre                                         | Fécamp Caux Littoral Agglomération |
| 76714      | 76430             | Les Trois-Pierres                   | 815                              | 7,48          | 103              | Saint-Romain-de-Colbosc | Le Havre                                         | Le Havre Seine Métropole           |
| 76383      | 76730             | Lestanville                         | 93                               | 1,63          | 59               | Luneray Bacqueville-en-Caux | Dieppe                                           | Terroir de Caux                    |
| 76384      | 76170             | Lillebonne                          | 8708                             | 14,66         | 600              | Bolbec Lillebonne | Le Havre                                         | Caux Seine Agglo                   |
| 76385      | 76570             | Limésy                              | 1521                             | 15,01         | 100              | Notre-Dame-de-Bondeville Pavilly | Rouen                                            | Caux-Austreberthe                  |
| 76386      | 76540             | Limpiville                          | 399                              | 4,24          | 90               | Fécamp Valmont | Le Havre                                         | Fécamp Caux Littoral Agglomération |
| 76387      | 76760             | Lindebeuf                           | 383                              | 4,62          | 84               | Yvetot Yerville | Rouen                                            | Plateau de Caux                    |
| 76388      | 76210             | Lintot                              | 479                              | 8,00          | 59               | Port-Jérôme-sur-Seine Bolbec | Le Havre                                         | Caux Seine Agglo                   |
| 76389      | 76590             | Lintot-les-Bois                     | 197                              | 2,81          | 67               | Luneray Longueville-sur-Scie | Dieppe                                           | Terroir de Caux                    |
| 76392      | 76660             | Londinières                         | 1233                             | 18,79         | 67               | Neufchâtel-en-Bray Londinières | Dieppe                                           | Londinières                        |
| 76393      | 76440             | Longmesnil                          | 46                               | 3,86          | 13               | Gournay-en-Bray Forges-les-Eaux | Dieppe                                           | 4 Rivières                         |
| 76394      | 76260             | Longroy                             | 629                              | 5,32          | 118              | Eu | Dieppe                                           | Villes Sœurs                       |
| 76395      | 76860             | Longueil                            | 508                              | 11,73         | 48               | Dieppe-1 Offranville | Dieppe                                           | Terroir de Caux                    |
| 76396      | 76750             | Longuerue                           | 342                              | 5,36          | 62               | Le Mesnil-Esnard Buchy | Rouen                                            | Inter-Caux-Vexin                   |
| 76397      | 76590             | Longueville-sur-Scie                | 908                              | 3,96          | 251              | Luneray Longueville-sur-Scie | Dieppe                                           | Terroir de Caux                    |
| 76398      | 76490             | Louvetot                            | 775                              | 7,37          | 101              | Port-Jérôme-sur-Seine Caudebec-en-Caux | Rouen                                            | Caux Seine Agglo                   |
| 76399      | 76270             | Lucy                                | 181                              | 9,59          | 20               | Neufchâtel-en-Bray | Dieppe                                           | Bray-Eawy                          |
| 76400      | 76810             | Luneray                             | 2166                             | 5,08          | 427              | Luneray Bacqueville-en-Caux | Dieppe                                           | Terroir de Caux                    |
| 76402      | 76770             | Malaunay                            | 6125                             | 9,25          | 664              | Notre-Dame-de-Bondeville | Rouen                                            | Métropole Rouen Normandie          |
| 76403      | 76450             | Malleville-les-Grès                 | 205                              | 3,06          | 67               | Saint-Valery-en-Caux Cany-Barville | Dieppe                                           | Côte d’Albâtre                     |
| 76404      | 76133             | Manéglise                           | 1267                             | 8,35          | 147              | Octeville-sur-Mer Montivilliers | Le Havre                                         | Le Havre Seine Métropole           |
| 76405      | 76590             | Manéhouville                        | 216                              | 4,28          | 52               | Luneray Longueville-sur-Scie | Dieppe                                           | Terroir de Caux                    |
| 76406      | 76400             | Maniquerville                       | 420                              | 2,55          | 165              | Fécamp | Le Havre                                         | Fécamp Caux Littoral Agglomération |
| 76407      | 76460             | Manneville-ès-Plains                | 313                              | 6,36          | 48               | Saint-Valery-en-Caux | Dieppe                                           | Côte d’Albâtre                     |
| 76408      | 76110             | Manneville-la-Goupil                | 1045                             | 8,75          | 118              | Saint-Romain-de-Colbosc Goderville | Le Havre                                         | Campagne-de-Caux                   |
| 76409      | 76290             | Mannevillette                       | 926                              | 4,21          | 212              | Octeville-sur-Mer Montivilliers | Le Havre                                         | Le Havre Seine Métropole           |
| 76410      | 76150             | Maromme                             | 11.005                           | 4,01          | 2'659            | Canteleu Maromme | Rouen                                            | Métropole Rouen Normandie          |
| 76411      | 76390             | Marques                             | 236                              | 13,05         | 18               | Gournay-en-Bray Aumale | Dieppe                                           | Aumale Blangy-sur-Bresle           |
| 76412      | 76116             | Martainville-Épreville              | 730                              | 7,61          | 94               | Le Mesnil-Esnard Darnétal | Rouen                                            | Inter-Caux-Vexin                   |
| 76413      | 76880             | Martigny                            | 409                              | 5,06          | 84               | Dieppe-1 Offranville | Dieppe                                           | Région Dieppoise                   |
| 76414      | 76370             | Martin-Église                       | 1595                             | 9,58          | 167              | Dieppe-2 Dieppe-Est | Dieppe                                           | Région Dieppoise                   |
| 76415      | 76270             | Massy                               | 318                              | 11,24         | 30               | Neufchâtel-en-Bray | Dieppe                                           | Bray-Eawy                          |
| 76416      | 76680             | Mathonville                         | 339                              | 4,09          | 80               | Neufchâtel-en-Bray Saint-Saëns | Dieppe                                           | Bray-Eawy                          |
| 76417      | 76680             | Maucomble                           | 389                              | 5,07          | 82               | Neufchâtel-en-Bray Saint-Saëns | Dieppe                                           | Bray-Eawy                          |
| 76418      | 76490             | Maulévrier-Sainte-Gertrude          | 1052                             | 14,16         | 71               | Port-Jérôme-sur-Seine Caudebec-en-Caux | Rouen                                            | Caux Seine Agglo                   |
| 76419      | 76530             | Mauny                               | 151                              | 10,19         | 16               | Barentin Duclair | Rouen                                            | Roumois Seine                      |
| 76420      | 76440             | Mauquenchy                          | 364                              | 12,64         | 28               | Gournay-en-Bray Forges-les-Eaux | Dieppe                                           | 4 Rivières                         |
| 76421      | 76170             | Mélamare                            | 932                              | 6,35          | 145              | Bolbec Lillebonne | Le Havre                                         | Caux Seine Agglo                   |
| 76422      | 76260             | Melleville                          | 261                              | 9,09          | 29               | Eu | Dieppe                                           | Villes Sœurs                       |
| 76423      | 76220             | Ménerval                            | 173                              | 12,43         | 14               | Gournay-en-Bray | Dieppe                                           | 4 Rivières                         |
| 76424      | 76270             | Ménonval                            | 236                              | 5,32          | 43               | Neufchâtel-en-Bray | Dieppe                                           | Bray-Eawy                          |
| 76425      | 76110             | Mentheville                         | 301                              | 3,08          | 95               | Saint-Romain-de-Colbosc Goderville | Le Havre                                         | Campagne-de-Caux                   |
| 76426      | 76780             | Mésangueville                       | 155                              | 10,55         | 15               | Gournay-en-Bray Argueil | Dieppe                                           | 4 Rivières                         |
| 76427      | 76270             | Mesnières-en-Bray                   | 941                              | 15,06         | 62               | Neufchâtel-en-Bray | Dieppe                                           | Bray-Eawy                          |
| 76430      | 76660             | Mesnil-Follemprise                  | 118                              | 7,48          | 16               | Neufchâtel-en-Bray Bellencombre | Dieppe                                           | Bray-Eawy                          |
| 76432      | 76440             | Mesnil-Mauger                       | 244                              | 8,28          | 30               | Gournay-en-Bray Forges-les-Eaux | Dieppe                                           | 4 Rivières                         |
| 76433      | 76570             | Mesnil-Panneville                   | 764                              | 11,87         | 61               | Notre-Dame-de-Bondeville Pavilly | Rouen                                            | Yvetot Normandie                   |
| 76434      | 76520             | Mesnil-Raoul                        | 1210                             | 6,76          | 161              | Le Mesnil-Esnard Boos | Rouen                                            | Inter-Caux-Vexin                   |
| 76437      | 76510             | Meulers                             | 579                              | 6,67          | 83               | Dieppe-2 Envermeu | Dieppe                                           | Falaises du Talou                  |
| 76438      | 76260             | Millebosc                           | 238                              | 7,91          | 31               | Eu | Dieppe                                           | Villes Sœurs                       |
| 76439      | 76210             | Mirville                            | 354                              | 5,42          | 63               | Bolbec | Le Havre                                         | Caux Seine Agglo                   |
| 76440      | 76220             | Molagnies                           | 209                              | 4,65          | 42               | Gournay-en-Bray | Dieppe                                           | 4 Rivières                         |
| 76441      | 76340             | Monchaux-Soreng                     | 613                              | 10,05         | 63               | Eu Blangy-sur-Bresle | Dieppe                                           | Aumale Blangy-sur-Bresle           |
| 76442      | 76260             | Monchy-sur-Eu                       | 554                              | 8,99          | 66               | Eu | Dieppe                                           | Villes Sœurs                       |
| 76443      | 76690             | Mont-Cauvaire                       | 883                              | 9,02          | 93               | Bois-Guillaume Clères | Rouen                                            | Inter-Caux-Vexin                   |
| 76445      | 76680             | Montérolier                         | 603                              | 11,70         | 51               | Neufchâtel-en-Bray Saint-Saëns | Dieppe                                           | Bray-Eawy                          |
| 76446      | 76380             | Montigny                            | 1281                             | 7,83          | 162              | Notre-Dame-de-Bondeville | Rouen                                            | Inter-Caux-Vexin                   |
| 76447      | 76290             | Montivilliers                       | 15.671                           | 19,09         | 810              | Le Havre-2 Montivilliers | Le Havre                                         | Le Havre Seine Métropole           |
| 76448      | 76520             | Montmain                            | 1499                             | 6,04          | 223              | Le Mesnil-Esnard Boos | Rouen                                            | Métropole Rouen Normandie          |
| 76449      | 76850             | Montreuil-en-Caux                   | 490                              | 9,40          | 53               | Luneray Tôtes | Dieppe                                           | Terroir de Caux                    |
| 76450      | 76220             | Montroty                            | 255                              | 10,79         | 25               | Gournay-en-Bray | Dieppe                                           | 4 Rivières                         |
| 76451      | 76130             | Mont-Saint-Aignan                   | 20.188                           | 7,94          | 2'438            | Mont-Saint-Aignan | Rouen                                            | Métropole Rouen Normandie          |
| 76452      | 76710             | Montville                           | 4618                             | 10,85         | 421              | Bois-Guillaume Clères | Rouen                                            | Inter-Caux-Vexin                   |
| 76453      | 76750             | Morgny-la-Pommeraye                 | 1068                             | 6,48          | 166              | Le Mesnil-Esnard Buchy | Rouen                                            | Inter-Caux-Vexin                   |
| 76606      | 76390             | Morienne                            | 186                              | 8,91          | 21               | Gournay-en-Bray Aumale | Dieppe                                           | Aumale Blangy-sur-Bresle           |
| 76454      | 76270             | Mortemer                            | 90                               | 8,94          | 9                | Neufchâtel-en-Bray | Dieppe                                           | Bray-Eawy                          |
| 76455      | 76780             | Morville-le-Héron                   | 543                              | 15,89         | 34               | Gournay-en-Bray Argueil | Dieppe                                           | 4 Rivières                         |
| 76456      | 76970             | Motteville                          | 768                              | 8,68          | 88               | Yvetot Yerville | Rouen                                            | Plateau de Caux                    |
| 76457      | 76530             | Moulineaux                          | 943                              | 3,47          | 267              | Elbeuf Grand-Couronne | Rouen                                            | Métropole Rouen Normandie          |
| 76458      | 76590             | Muchedent                           | 126                              | 7,05          | 18               | Luneray Longueville-sur-Scie | Dieppe                                           | Terroir de Caux                    |
| 76459      | 76270             | Nesle-Hodeng                        | 331                              | 15,72         | 22               | Neufchâtel-en-Bray | Dieppe                                           | Bray-Eawy                          |
| 76460      | 76340             | Nesle-Normandeuse                   | 498                              | 9,10          | 56               | Eu Blangy-sur-Bresle | Dieppe                                           | Aumale Blangy-sur-Bresle           |
| 76461      | 76680             | Neufbosc                            | 403                              | 5,14          | 78               | Neufchâtel-en-Bray Saint-Saëns | Dieppe                                           | Bray-Eawy                          |
| 76462      | 76270             | Neufchâtel-en-Bray                  | 4671                             | 11,03         | 424              | Neufchâtel-en-Bray | Dieppe                                           | Bray-Eawy                          |
| 76463      | 76220             | Neuf-Marché                         | 647                              | 17,71         | 38               | Gournay-en-Bray | Dieppe                                           | 4 Rivières                         |
| 76465      | 76270             | Neuville-Ferrières                  | 534                              | 13,02         | 44               | Neufchâtel-en-Bray | Dieppe                                           | Bray-Eawy                          |
| 76467      | 76460             | Néville                             | 1339                             | 9,23          | 144              | Saint-Valery-en-Caux | Dieppe                                           | Côte d’Albâtre                     |
| 76468      | 76210             | Nointot                             | 1369                             | 6,00          | 227              | Bolbec | Le Havre                                         | Caux Seine Agglo                   |
| 76469      | 76780             | Nolléval                            | 417                              | 9,93          | 44               | Gournay-en-Bray Argueil | Dieppe                                           | 4 Rivières                         |
| 76470      | 76640             | Normanville                         | 653                              | 9,35          | 70               | Saint-Valery-en-Caux Fauville-en-Caux | Dieppe Le Havre                                  | Côte d’Albâtre                     |
| 76471      | 76330             | Norville                            | 996                              | 11,69         | 86               | Port-Jérôme-sur-Seine Lillebonne | Le Havre                                         | Caux Seine Agglo                   |
| 76472      | 76510             | Notre-Dame-d’Aliermont              | 712                              | 13,31         | 58               | Dieppe-2 Envermeu | Dieppe                                           | Falaises du Talou                  |
| 76473      | 76940             | Notre-Dame-de-Bliquetuit            | 824                              | 9,78          | 81               | Port-Jérôme-sur-Seine Caudebec-en-Caux | Rouen                                            | Caux Seine Agglo                   |
| 76474      | 76960             | Notre-Dame-de-Bondeville            | 7004                             | 6,28          | 1'111            | Notre-Dame-de-Bondeville | Rouen                                            | Métropole Rouen Normandie          |
| 76477      | 76133             | Notre-Dame-du-Bec                   | 477                              | 3,99          | 114              | Octeville-sur-Mer Montivilliers | Le Havre                                         | Le Havre Seine Métropole           |
| 76478      | 76590             | Notre-Dame-du-Parc                  | 185                              | 3,01          | 62               | Luneray Longueville-sur-Scie | Dieppe                                           | Terroir de Caux                    |
| 76479      | 76390             | Nullemont                           | 150                              | 5,65          | 23               | Gournay-en-Bray Aumale | Dieppe                                           | Aumale Blangy-sur-Bresle           |
| 76480      | 76450             | Ocqueville                          | 445                              | 8,91          | 51               | Saint-Valery-en-Caux Cany-Barville | Dieppe                                           | Côte d’Albâtre                     |
| 76481      | 76930             | Octeville-sur-Mer                   | 6147                             | 20,37         | 295              | Octeville-sur-Mer Montivilliers | Le Havre                                         | Le Havre Seine Métropole           |
| 76482      | 76550             | Offranville                         | 3218                             | 17,34         | 181              | Dieppe-1 Offranville | Dieppe                                           | Région Dieppoise                   |
| 76483      | 76560             | Oherville                           | 233                              | 4,57          | 50               | Saint-Valery-en-Caux Ourville-en-Caux | Dieppe Le Havre                                  | Côte d’Albâtre                     |
| 76484      | 76350             | Oissel-sur-Seine                    | 12.287                           | 22,19         | 552              | Saint-Étienne-du-Rouvray | Rouen                                            | Métropole Rouen Normandie          |
| 76485      | 76730             | Omonville                           | 283                              | 2,83          | 95               | Luneray Bacqueville-en-Caux | Dieppe                                           | Terroir de Caux                    |
| 76486      | 76500             | Orival                              | 839                              | 9,55          | 94               | Elbeuf | Rouen                                            | Métropole Rouen Normandie          |
| 76487      | 76660             | Osmoy-Saint-Valery                  | 313                              | 16,21         | 19               | Neufchâtel-en-Bray Londinières | Dieppe                                           | Londinières                        |
| 76488      | 76450             | Ouainville                          | 537                              | 7,01          | 72               | Saint-Valery-en-Caux Cany-Barville | Dieppe                                           | Côte d’Albâtre                     |
| 76489      | 76430             | Oudalle                             | 499                              | 9,65          | 43               | Saint-Romain-de-Colbosc | Le Havre                                         | Le Havre Seine Métropole           |
| 76490      | 76450             | Ourville-en-Caux                    | 1092                             | 9,86          | 115              | Saint-Valery-en-Caux Ourville-en-Caux | Dieppe Le Havre                                  | Côte d’Albâtre                     |
| 76491      | 76760             | Ouville-l’Abbaye                    | 654                              | 7,31          | 91               | Yvetot Yerville | Rouen                                            | Plateau de Caux                    |
| 76492      | 76860             | Ouville-la-Rivière                  | 461                              | 6,34          | 73               | Dieppe-1 Offranville | Dieppe                                           | Terroir de Caux                    |
| 76493      | 76450             | Paluel                              | 385                              | 10,87         | 37               | Saint-Valery-en-Caux Cany-Barville | Dieppe                                           | Côte d’Albâtre                     |
| 76494      | 76210             | Parc-d’Anxtot                       | 579                              | 5,83          | 100              | Bolbec | Le Havre                                         | Caux Seine Agglo                   |
| 76495      | 76570             | Pavilly                             | 6095                             | 14,19         | 438              | Notre-Dame-de-Bondeville Pavilly | Rouen                                            | Caux-Austreberthe                  |
| 76618      | 76370 76630 76910 | Petit-Caux                          | 9626                             | 91,11         | 106              | Dieppe-2 Dieppe-Est Envermeu Eu | Dieppe                                           | Falaises du Talou                  |
| 76497      | 76650             | Petit-Couronne                      | 8738                             | 12,80         | 679              | Le Grand-Quevilly Grand-Couronne | Rouen                                            | Métropole Rouen Normandie          |
| 76499      | 76330             | Petiville                           | 1179                             | 16,74         | 67               | Port-Jérôme-sur-Seine Lillebonne | Le Havre                                         | Caux Seine Agglo                   |
| 76500      | 76340             | Pierrecourt                         | 475                              | 9,51          | 50               | Eu Blangy-sur-Bresle | Dieppe                                           | Aumale Blangy-sur-Bresle           |
| 76501      | 76280             | Pierrefiques                        | 130                              | 2,31          | 58               | Octeville-sur-Mer Criquetot-l’Esneval | Le Havre                                         | Le Havre Seine Métropole           |
| 76502      | 76750             | Pierreval                           | 522                              | 3,88          | 142              | Le Mesnil-Esnard Buchy | Rouen                                            | Inter-Caux-Vexin                   |
| 76503      | 76360             | Pissy-Pôville                       | 1279                             | 11,26         | 113              | Notre-Dame-de-Bondeville | Rouen                                            | Inter-Caux-Vexin                   |
| 76504      | 76460             | Pleine-Sève                         | 129                              | 4,07          | 31               | Saint-Valery-en-Caux | Dieppe                                           | Côte d’Albâtre                     |
| 76505      | 76440             | Pommereux                           | 94                               | 5,39          | 18               | Gournay-en-Bray Forges-les-Eaux | Dieppe                                           | 4 Rivières                         |
| 76506      | 76680             | Pommeréval                          | 513                              | 7,60          | 64               | Neufchâtel-en-Bray Bellencombre | Dieppe                                           | Bray-Eawy                          |
| 76507      | 76260             | Ponts-et-Marais                     | 801                              | 5,90          | 138              | Eu | Dieppe                                           | Villes Sœurs                       |
| 76476      | 76170 76330       | Port-Jérôme-sur-Seine               | 10.392                           | 30,50         | 336              | Port-Jérôme-sur-Seine Caudebec-en-Caux Lillebonne | Le Havre                                         | Caux Seine Agglo                   |
| 76509      | 76160             | Préaux                              | 1856                             | 18,95         | 97               | Le Mesnil-Esnard Darnétal | Rouen                                            | Inter-Caux-Vexin                   |
| 76510      | 76560             | Prétot-Vicquemare                   | 229                              | 4,73          | 50               | Yvetot Doudeville | Rouen                                            | Plateau de Caux                    |
| 76511      | 76660             | Preuseville                         | 167                              | 9,05          | 17               | Neufchâtel-en-Bray Londinières | Dieppe                                           | Londinières                        |
| 76512      | 76660             | Puisenval                           | 31                               | 4,88          | 5                | Neufchâtel-en-Bray Londinières | Dieppe                                           | Londinières                        |
| 76513      | 76840             | Quevillon                           | 591                              | 11,23         | 52               | Barentin Duclair | Rouen                                            | Métropole Rouen Normandie          |
| 76514      | 76520             | Quévreville-la-Poterie              | 1036                             | 4,68          | 219              | Darnétal Boos | Rouen                                            | Métropole Rouen Normandie          |
| 76515      | 76860             | Quiberville                         | 544                              | 3,35          | 161              | Dieppe-1 Offranville | Dieppe                                           | Terroir de Caux                    |
| 76516      | 76270             | Quièvrecourt                        | 401                              | 4,02          | 105              | Neufchâtel-en-Bray | Dieppe                                           | Bray-Eawy                          |
| 76517      | 76230             | Quincampoix                         | 3118                             | 20,34         | 152              | Bois-Guillaume Clères | Rouen                                            | Inter-Caux-Vexin                   |
| 76518      | 76210             | Raffetot                            | 502                              | 6,85          | 74               | Bolbec | Le Havre                                         | Caux Seine Agglo                   |
| 76519      | 76730             | Rainfreville                        | 74                               | 2,58          | 28               | Luneray Bacqueville-en-Caux | Dieppe                                           | Terroir de Caux                    |
| 76520      | 76340             | Réalcamp                            | 594                              | 11,45         | 53               | Eu Blangy-sur-Bresle | Dieppe                                           | Aumale Blangy-sur-Bresle           |
| 76521      | 76750             | Rebets                              | 147                              | 3,67          | 40               | Le Mesnil-Esnard Buchy | Rouen                                            | Inter-Caux-Vexin                   |
| 76523      | 76340             | Rétonval                            | 174                              | 5,62          | 33               | Eu Blangy-sur-Bresle | Dieppe                                           | Aumale Blangy-sur-Bresle           |
| 76524      | 76560             | Reuville                            | 149                              | 4,37          | 31               | Yvetot Doudeville | Rouen                                            | Plateau de Caux                    |
| 76526      | 76510             | Ricarville-du-Val                   | 193                              | 5,62          | 32               | Dieppe-2 Envermeu | Dieppe                                           | Falaises du Talou                  |
| 76527      | 76390             | Richemont                           | 443                              | 10,69         | 41               | Gournay-en-Bray Aumale | Dieppe                                           | Aumale Blangy-sur-Bresle           |
| 76528      | 76340             | Rieux                               | 593                              | 7,09          | 86               | Eu Blangy-sur-Bresle | Dieppe                                           | Aumale Blangy-sur-Bresle           |
| 76164      | 76490             | Rives-en-Seine                      | 4044                             | 34,14         | 121              | Port-Jérôme-sur-Seine Caudebec-en-Caux | Rouen                                            | Caux Seine Agglo                   |
| 76529      | 76540             | Riville                             | 314                              | 7,44          | 40               | Fécamp Valmont | Le Havre                                         | Fécamp Caux Littoral Agglomération |
| 76530      | 76560             | Robertot                            | 217                              | 2,45          | 91               | Yvetot Ourville-en-Caux | Rouen Le Havre                                   | Plateau de Caux                    |
| 76531      | 76640             | Rocquefort                          | 322                              | 5,36          | 60               | Saint-Valery-en-Caux Fauville-en-Caux | Rouen Le Havre                                   | Yvetot Normandie                   |
| 76532      | 76680             | Rocquemont                          | 762                              | 12,26         | 65               | Neufchâtel-en-Bray Saint-Saëns | Dieppe                                           | Bray-Eawy                          |
| 76533      | 76700             | Rogerville                          | 1720                             | 9,50          | 166              | Le Havre-3 Saint-Romain-de-Colbosc | Le Havre                                         | Le Havre Seine Métropole           |
| 76534      | 76133             | Rolleville                          | 1217                             | 7,06          | 168              | Octeville-sur-Mer Montivilliers | Le Havre                                         | Le Havre Seine Métropole           |
| 76535      | 76440             | Roncherolles-en-Bray                | 457                              | 14,37         | 32               | Gournay-en-Bray Forges-les-Eaux | Dieppe                                           | 4 Rivières                         |
| 76536      | 76160             | Roncherolles-sur-le-Vivier          | 1255                             | 5,35          | 226              | Darnétal | Rouen                                            | Métropole Rouen Normandie          |
| 76537      | 76390             | Ronchois                            | 182                              | 8,62          | 21               | Gournay-en-Bray Aumale | Dieppe                                           | Aumale Blangy-sur-Bresle           |
| 76538      | 76680             | Rosay                               | 272                              | 10,46         | 25               | Neufchâtel-en-Bray Bellencombre | Dieppe                                           | Bray-Eawy                          |
| 76540      | 76000             | Rouen                               | 116.331                          | 21,38         | 5'254            | Rouen-1 Rouen-2 Rouen-3 Rouen-1 Rouen-2 Rouen-3 Rouen-4 Rouen-5 Rouen-6 Rouen-7                                                                                      | Rouen                                            | Métropole Rouen Normandie          |
| 76541      | 76480             | Roumare                             | 1561                             | 9,96          | 153              | Notre-Dame-de-Bondeville | Rouen                                            | Inter-Caux-Vexin                   |
| 76542      | 76560             | Routes                              | 286                              | 4,47          | 62               | Yvetot Ourville-en-Caux | Rouen Le Havre                                   | Plateau de Caux                    |
| 76543      | 76210             | Rouville                            | 612                              | 9,55          | 63               | Bolbec | Le Havre                                         | Caux Seine Agglo                   |
| 76544      | 76440             | Rouvray-Catillon                    | 226                              | 12,22         | 18               | Gournay-en-Bray Forges-les-Eaux | Dieppe                                           | 4 Rivières                         |
| 76545      | 76370             | Rouxmesnil-Bouteilles               | 1806                             | 5,62          | 322              | Dieppe-1 Offranville | Dieppe                                           | Région Dieppoise                   |
| 76546      | 76730             | Royville                            | 315                              | 4,44          | 67               | Luneray Bacqueville-en-Caux | Dieppe                                           | Terroir de Caux                    |
| 76548      | 76116             | Ry                                  | 786                              | 5,71          | 130              | Le Mesnil-Esnard Darnétal | Rouen                                            | Inter-Caux-Vexin                   |
| 76549      | 76730             | Saâne-Saint-Just                    | 137                              | 6,94          | 21               | Luneray Bacqueville-en-Caux | Dieppe                                           | Terroir de Caux                    |
| 76550      | 76113             | Sahurs                              | 1226                             | 11,23         | 107              | Canteleu Grand-Couronne | Rouen                                            | Métropole Rouen Normandie          |
| 76551      | 76430             | Sainneville                         | 866                              | 6,97          | 122              | Saint-Romain-de-Colbosc | Le Havre                                         | Le Havre Seine Métropole           |
| 76289      | 76190             | Saint Martin de l’If                | 1734                             | 22,92         | 75               | Notre-Dame-de-Bondeville Pavilly | Rouen                                            | Yvetot Normandie                   |
| 76554      | 76116             | Saint-Aignan-sur-Ry                 | 341                              | 8,00          | 44               | Le Mesnil-Esnard Buchy | Rouen                                            | Inter-Caux-Vexin                   |
| 76555      | 76690             | Saint-André-sur-Cailly              | 805                              | 12,28         | 68               | Le Mesnil-Esnard Clères | Rouen                                            | Inter-Caux-Vexin                   |
| 76556      | 76170             | Saint-Antoine-la-Forêt              | 1101                             | 6,44          | 169              | Bolbec Lillebonne | Le Havre                                         | Caux Seine Agglo                   |
| 76557      | 76490             | Saint-Arnoult                       | 1459                             | 13,86         | 104              | Port-Jérôme-sur-Seine Caudebec-en-Caux | Rouen                                            | Caux Seine Agglo                   |
| 76558      | 76520             | Saint-Aubin-Celloville              | 1182                             | 6,72          | 175              | Darnétal Boos | Rouen                                            | Métropole Rouen Normandie          |
| 76559      | 76190             | Saint-Aubin-de-Crétot               | 518                              | 4,73          | 108              | Port-Jérôme-sur-Seine Caudebec-en-Caux | Rouen                                            | Caux Seine Agglo                   |
| 76560      | 76160             | Saint-Aubin-Épinay                  | 1016                             | 9,83          | 104              | Darnétal | Rouen                                            | Métropole Rouen Normandie          |
| 76562      | 76510             | Saint-Aubin-le-Cauf                 | 832                              | 10,11         | 83               | Dieppe-2 Envermeu | Dieppe                                           | Falaises du Talou                  |
| 76561      | 76410             | Saint-Aubin-lès-Elbeuf              | 8429                             | 5,79          | 1'456            | Caudebec-lès-Elbeuf Elbeuf | Rouen                                            | Métropole Rouen Normandie          |
| 76563      | 76430             | Saint-Aubin-Routot                  | 1972                             | 6,63          | 289              | Saint-Romain-de-Colbosc | Le Havre                                         | Le Havre Seine Métropole           |
| 76564      | 76740             | Saint-Aubin-sur-Mer                 | 175                              | 6,21          | 27               | Saint-Valery-en-Caux Fontaine-le-Dun | Dieppe                                           | Côte d’Albâtre                     |
| 76565      | 76550             | Saint-Aubin-sur-Scie                | 1215                             | 7,74          | 150              | Dieppe-1 Offranville | Dieppe                                           | Région Dieppoise                   |
| 76568      | 76190             | Saint-Clair-sur-les-Monts           | 646                              | 4,07          | 149              | Yvetot | Rouen                                            | Yvetot Normandie                   |
| 76570      | 76590             | Saint-Crespin                       | 316                              | 6,35          | 49               | Luneray Longueville-sur-Scie | Dieppe                                           | Terroir de Caux                    |
| 76572      | 76860             | Saint-Denis-d’Aclon                 | 128                              | 2,42          | 52               | Dieppe-1 Offranville | Dieppe                                           | Terroir de Caux                    |
| 76573      | 76116             | Saint-Denis-le-Thiboult             | 501                              | 10,25         | 49               | Le Mesnil-Esnard Darnétal | Rouen                                            | Inter-Caux-Vexin                   |
| 76574      | 76890             | Saint-Denis-sur-Scie                | 663                              | 8,63          | 80               | Luneray Tôtes | Dieppe                                           | Terroir de Caux                    |
| 76552      | 76310             | Sainte-Adresse                      | 7015                             | 2,26          | 3'238            | Le Havre-6 | Le Havre                                         | Le Havre Seine Métropole           |
| 76553      | 76660             | Sainte-Agathe-d’Aliermont           | 298                              | 7,97          | 38               | Neufchâtel-en-Bray Londinières | Dieppe                                           | Londinières                        |
| 76566      | 76570             | Sainte-Austreberthe                 | 664                              | 6,13          | 102              | Notre-Dame-de-Bondeville Pavilly | Rouen                                            | Caux-Austreberthe                  |
| 76567      | 76270             | Sainte-Beuve-en-Rivière             | 175                              | 11,57         | 15               | Neufchâtel-en-Bray | Dieppe                                           | Bray-Eawy                          |
| 76569      | 76460             | Sainte-Colombe                      | 222                              | 5,74          | 39               | Saint-Valery-en-Caux | Dieppe                                           | Côte d’Albâtre                     |
| 76571      | 76750             | Sainte-Croix-sur-Buchy              | 672                              | 13,80         | 50               | Le Mesnil-Esnard Buchy | Rouen                                            | Inter-Caux-Vexin                   |
| 76577      | 76590             | Sainte-Foy                          | 629                              | 6,72          | 92               | Luneray Longueville-sur-Scie | Dieppe                                           | Terroir de Caux                    |
| 76578      | 76440             | Sainte-Geneviève                    | 260                              | 14,33         | 19               | Neufchâtel-en-Bray Saint-Saëns | Dieppe                                           | Bray-Eawy                          |
| 76587      | 76400             | Sainte-Hélène-Bondeville            | 698                              | 6,82          | 106              | Fécamp Valmont | Le Havre                                         | Fécamp Caux Littoral Agglomération |
| 76608      | 76480             | Sainte-Marguerite-sur-Duclair       | 2032                             | 7,26          | 279              | Barentin Duclair | Rouen                                            | Métropole Rouen Normandie          |
| 76605      | 76119             | Sainte-Marguerite-sur-Mer           | 475                              | 5,41          | 87               | Dieppe-1 Offranville | Dieppe                                           | Région Dieppoise                   |
| 76609      | 76280             | Sainte-Marie-au-Bosc                | 359                              | 3,18          | 114              | Octeville-sur-Mer Criquetot-l’Esneval | Le Havre                                         | Le Havre Seine Métropole           |
| 76610      | 76190             | Sainte-Marie-des-Champs             | 1583                             | 4,11          | 384              | Yvetot | Rouen                                            | Yvetot Normandie                   |
| 76575      | 76800             | Saint-Étienne-du-Rouvray            | 28.653                           | 18,25         | 1'554            | Saint-Étienne-du-Rouvray Sotteville-lès-Rouen Saint-Étienne-du-Rouvray Sotteville-lès-Rouen-Est                                                                      | Rouen                                            | Métropole Rouen Normandie          |
| 76576      | 76210             | Saint-Eustache-la-Forêt             | 1213                             | 6,59          | 183              | Bolbec | Le Havre                                         | Caux Seine Agglo                   |
| 76580      | 76690             | Saint-Georges-sur-Fontaine          | 927                              | 9,09          | 99               | Bois-Guillaume Clères | Rouen                                            | Inter-Caux-Vexin                   |
| 76582      | 76590             | Saint-Germain-d’Étables             | 235                              | 7,26          | 34               | Luneray Longueville-sur-Scie | Dieppe                                           | Terroir de Caux                    |
| 76581      | 76750             | Saint-Germain-des-Essourts          | 377                              | 9,37          | 42               | Le Mesnil-Esnard Buchy | Rouen                                            | Inter-Caux-Vexin                   |
| 76583      | 76690             | Saint-Germain-sous-Cailly           | 310                              | 4,01          | 85               | Le Mesnil-Esnard Clères | Rouen                                            | Inter-Caux-Vexin                   |
| 76584      | 76270             | Saint-Germain-sur-Eaulne            | 226                              | 8,79          | 25               | Neufchâtel-en-Bray | Dieppe                                           | Bray-Eawy                          |
| 76585      | 76490             | Saint-Gilles-de-Crétot              | 387                              | 6,02          | 68               | Port-Jérôme-sur-Seine Caudebec-en-Caux | Rouen                                            | Caux Seine Agglo                   |
| 76586      | 76430             | Saint-Gilles-de-la-Neuville         | 659                              | 7,09          | 92               | Saint-Romain-de-Colbosc | Le Havre                                         | Le Havre Seine Métropole           |
| 76588      | 76680             | Saint-Hellier                       | 517                              | 14,22         | 34               | Neufchâtel-en-Bray Bellencombre | Dieppe                                           | Bray-Eawy                          |
| 76589      | 76590             | Saint-Honoré                        | 199                              | 3,02          | 66               | Luneray Longueville-sur-Scie | Dieppe                                           | Terroir de Caux                    |
| 76590      | 76510             | Saint-Jacques-d’Aliermont           | 362                              | 7,86          | 44               | Dieppe-2 Envermeu | Dieppe                                           | Falaises du Talou                  |
| 76591      | 76160             | Saint-Jacques-sur-Darnétal          | 3134                             | 16,71         | 182              | Darnétal | Rouen                                            | Métropole Rouen Normandie          |
| 76592      | 76170             | Saint-Jean-de-Folleville            | 798                              | 13,73         | 59               | Bolbec Lillebonne | Le Havre                                         | Caux Seine Agglo                   |
| 76593      | 76210             | Saint-Jean-de-la-Neuville           | 664                              | 7,93          | 77               | Bolbec | Le Havre                                         | Caux Seine Agglo                   |
| 76594      | 76150             | Saint-Jean-du-Cardonnay             | 1348                             | 7,52          | 180              | Notre-Dame-de-Bondeville | Rouen                                            | Inter-Caux-Vexin                   |
| 76595      | 76280             | Saint-Jouin-Bruneval                | 1822                             | 18,82         | 98               | Octeville-sur-Mer Criquetot-l’Esneval | Le Havre                                         | Le Havre Seine Métropole           |
| 76596      | 76700             | Saint-Laurent-de-Brèvedent          | 1492                             | 7,79          | 191              | Saint-Romain-de-Colbosc | Le Havre                                         | Le Havre Seine Métropole           |
| 76597      | 76560             | Saint-Laurent-en-Caux               | 728                              | 6,46          | 118              | Yvetot Doudeville | Rouen                                            | Plateau de Caux                    |
| 76598      | 76340             | Saint-Léger-aux-Bois                | 479                              | 11,02         | 44               | Eu Blangy-sur-Bresle | Dieppe                                           | Aumale Blangy-sur-Bresle           |
| 76599      | 76160             | Saint-Léger-du-Bourg-Denis          | 3665                             | 2,81          | 1'281            | Darnétal | Rouen                                            | Métropole Rouen Normandie          |
| 76600      | 76400             | Saint-Léonard                       | 1699                             | 11,92         | 143              | Fécamp | Le Havre                                         | Fécamp Caux Littoral Agglomération |
| 76601      | 76400             | Saint-Lucien                        | 233                              | 9,00          | 26               | Gournay-en-Bray Argueil | Dieppe                                           | 4 Rivières                         |
| 76602      | 76890             | Saint-Maclou-de-Folleville          | 609                              | 13,21         | 47               | Luneray Tôtes | Dieppe                                           | Terroir de Caux                    |
| 76603      | 76110             | Saint-Maclou-la-Brière              | 470                              | 4,96          | 93               | Saint-Romain-de-Colbosc Goderville | Le Havre                                         | Campagne-de-Caux                   |
| 76604      | 76730             | Saint-Mards                         | 171                              | 6,52          | 27               | Luneray Bacqueville-en-Caux | Dieppe                                           | Terroir de Caux                    |
| 76612      | 76340             | Saint-Martin-au-Bosc                | 274                              | 7,20          | 36               | Eu Blangy-sur-Bresle | Dieppe                                           | Aumale Blangy-sur-Bresle           |
| 76611      | 76760             | Saint-Martin-aux-Arbres             | 305                              | 5,14          | 62               | Yvetot Yerville | Rouen                                            | Plateau de Caux                    |
| 76613      | 76450             | Saint-Martin-aux-Buneaux            | 636                              | 8,14          | 80               | Saint-Valery-en-Caux Cany-Barville | Dieppe                                           | Côte d’Albâtre                     |
| 76614      | 76840             | Saint-Martin-de-Boscherville        | 1528                             | 12,91         | 119              | Barentin Duclair | Rouen                                            | Métropole Rouen Normandie          |
| 76615      | 76133             | Saint-Martin-du-Bec                 | 650                              | 4,12          | 153              | Octeville-sur-Mer Criquetot-l’Esneval | Le Havre                                         | Le Havre Seine Métropole           |
| 76616      | 76290             | Saint-Martin-du-Manoir              | 1496                             | 5,13          | 286              | Octeville-sur-Mer Montivilliers | Le Havre                                         | Le Havre Seine Métropole           |
| 76617      | 76160             | Saint-Martin-du-Vivier              | 1678                             | 5,00          | 332              | Darnétal | Rouen                                            | Métropole Rouen Normandie          |
| 76620      | 76270             | Saint-Martin-l’Hortier              | 272                              | 5,79          | 47               | Neufchâtel-en-Bray | Dieppe                                           | Bray-Eawy                          |
| 76619      | 76260             | Saint-Martin-le-Gaillard            | 293                              | 17,80         | 16               | Eu | Dieppe                                           | Falaises du Talou                  |
| 76621      | 76680             | Saint-Martin-Osmonville             | 1171                             | 21,34         | 56               | Neufchâtel-en-Bray Saint-Saëns | Dieppe                                           | Bray-Eawy                          |
| 76622      | 76330             | Saint-Maurice-d’Ételan              | 288                              | 14,24         | 21               | Port-Jérôme-sur-Seine Lillebonne | Le Havre                                         | Caux Seine Agglo                   |
| 76623      | 76440             | Saint-Michel-d’Halescourt           | 119                              | 4,81          | 25               | Gournay-en-Bray Forges-les-Eaux | Dieppe                                           | 4 Rivières                         |
| 76624      | 76510             | Saint-Nicolas-d’Aliermont           | 3707                             | 15,53         | 239              | Dieppe-2 Envermeu | Dieppe                                           | Falaises du Talou                  |
| 76626      | 76490             | Saint-Nicolas-de-la-Haie            | 408                              | 3,15          | 132              | Port-Jérôme-sur-Seine Caudebec-en-Caux | Rouen                                            | Caux Seine Agglo                   |
| 76627      | 76170             | Saint-Nicolas-de-la-Taille          | 1634                             | 9,25          | 178              | Bolbec Lillebonne | Le Havre                                         | Caux Seine Agglo                   |
| 76628      | 76890             | Saint-Ouen-du-Breuil                | 906                              | 6,30          | 124              | Luneray Pavilly | Dieppe Rouen                                     | Terroir de Caux                    |
| 76629      | 76730             | Saint-Ouen-le-Mauger                | 277                              | 6,06          | 46               | Luneray Bacqueville-en-Caux | Dieppe                                           | Terroir de Caux                    |
| 76630      | 76630             | Saint-Ouen-sous-Bailly              | 225                              | 5,32          | 42               | Dieppe-2 Envermeu | Dieppe                                           | Falaises du Talou                  |
| 76631      | 76480             | Saint-Paër                          | 1318                             | 18,36         | 71               | Barentin Duclair | Rouen                                            | Métropole Rouen Normandie          |
| 76632      | 76890             | Saint-Pierre-Bénouville             | 354                              | 8,39          | 47               | Luneray Tôtes | Dieppe                                           | Terroir de Caux                    |
| 76634      | 76113             | Saint-Pierre-de-Manneville          | 884                              | 10,21         | 88               | Canteleu Grand-Couronne | Rouen                                            | Métropole Rouen Normandie          |
| 76635      | 76660             | Saint-Pierre-des-Jonquières         | 76                               | 8,31          | 9                | Neufchâtel-en-Bray Londinières | Dieppe                                           | Londinières                        |
| 76636      | 76480             | Saint-Pierre-de-Varengeville        | 2301                             | 13,18         | 175              | Barentin Duclair | Rouen                                            | Métropole Rouen Normandie          |
| 76637      | 76540             | Saint-Pierre-en-Port                | 833                              | 3,89          | 212              | Fécamp Valmont | Le Havre                                         | Fécamp Caux Littoral Agglomération |
| 76638      | 76260             | Saint-Pierre-en-Val                 | 1091                             | 7,73          | 141              | Eu | Dieppe                                           | Villes Sœurs                       |
| 76640      | 76320             | Saint-Pierre-lès-Elbeuf             | 8295                             | 6,36          | 1'302            | Caudebec-lès-Elbeuf | Rouen                                            | Métropole Rouen Normandie          |
| 76641      | 76740             | Saint-Pierre-le-Vieux               | 188                              | 7,06          | 28               | Saint-Valery-en-Caux Fontaine-le-Dun | Dieppe                                           | Côte d’Albâtre                     |
| 76642      | 76740             | Saint-Pierre-le-Viger               | 261                              | 5,45          | 49               | Saint-Valery-en-Caux Fontaine-le-Dun | Dieppe                                           | Côte d’Albâtre                     |
| 76644      | 76260             | Saint-Rémy-Boscrocourt              | 801                              | 8,37          | 95               | Eu | Dieppe                                           | Villes Sœurs                       |
| 76645      | 76340             | Saint-Riquier-en-Rivière            | 154                              | 9,99          | 15               | Eu Blangy-sur-Bresle | Dieppe                                           | Aumale Blangy-sur-Bresle           |
| 76646      | 76460             | Saint-Riquier-ès-Plains             | 628                              | 6,22          | 97               | Saint-Valery-en-Caux | Dieppe                                           | Côte d’Albâtre                     |
| 76647      | 76430             | Saint-Romain-de-Colbosc             | 4608                             | 11,74         | 363              | Saint-Romain-de-Colbosc | Le Havre                                         | Le Havre Seine Métropole           |
| 76648      | 76680             | Saint-Saëns                         | 2307                             | 25,50         | 92               | Neufchâtel-en-Bray Saint-Saëns | Dieppe                                           | Bray-Eawy                          |
| 76649      | 76270             | Saint-Saire                         | 579                              | 13,32         | 44               | Neufchâtel-en-Bray | Dieppe                                           | Bray-Eawy                          |
| 76650      | 76110             | Saint-Sauveur-d’Émalleville         | 1203                             | 7,48          | 164              | Saint-Romain-de-Colbosc Goderville | Le Havre                                         | Campagne-de-Caux                   |
| 76651      | 76460             | Saint-Sylvain                       | 135                              | 3,24          | 47               | Saint-Valery-en-Caux | Dieppe                                           | Côte d’Albâtre                     |
| 76652      | 76510             | Saint-Vaast-d’Équiqueville          | 753                              | 14,04         | 54               | Dieppe-2 Envermeu | Dieppe                                           | Falaises du Talou                  |
| 76653      | 76450             | Saint-Vaast-Dieppedalle             | 377                              | 12,15         | 31               | Saint-Valery-en-Caux Ourville-en-Caux | Dieppe Le Havre                                  | Côte d’Albâtre                     |
| 76654      | 76890             | Saint-Vaast-du-Val                  | 463                              | 5,79          | 81               | Luneray Tôtes | Dieppe                                           | Terroir de Caux                    |
| 76655      | 76460             | Saint-Valery-en-Caux                | 3884                             | 10,47         | 375              | Saint-Valery-en-Caux | Dieppe                                           | Côte d’Albâtre                     |
| 76656      | 76890             | Saint-Victor-l’Abbaye               | 751                              | 8,43          | 91               | Luneray Tôtes | Dieppe                                           | Terroir de Caux                    |
| 76657      | 76430             | Saint-Vigor-d’Ymonville             | 1165                             | 29,43         | 39               | Saint-Romain-de-Colbosc | Le Havre                                         | Le Havre Seine Métropole           |
| 76658      | 76430             | Saint-Vincent-Cramesnil             | 695                              | 4,77          | 145              | Saint-Romain-de-Colbosc | Le Havre                                         | Le Havre Seine Métropole           |
| 76660      | 76430             | Sandouville                         | 801                              | 14,80         | 54               | Saint-Romain-de-Colbosc | Le Havre                                         | Le Havre Seine Métropole           |
| 76662      | 76730             | Sassetot-le-Malgardé                | 105                              | 2,56          | 43               | Luneray Bacqueville-en-Caux | Dieppe                                           | Terroir de Caux                    |
| 76663      | 76540             | Sassetot-le-Mauconduit              | 1003                             | 8,81          | 117              | Fécamp Valmont | Le Havre                                         | Fécamp Caux Littoral Agglomération |
| 76664      | 76450             | Sasseville                          | 260                              | 6,19          | 45               | Saint-Valery-en-Caux Cany-Barville | Dieppe                                           | Côte d’Albâtre                     |
| 76665      | 76630             | Sauchay                             | 448                              | 5,74          | 75               | Dieppe-2 Envermeu | Dieppe                                           | Falaises du Talou                  |
| 76666      | 76440             | Saumont-la-Poterie                  | 413                              | 15,94         | 26               | Gournay-en-Bray Forges-les-Eaux | Dieppe                                           | 4 Rivières                         |
| 76667      | 76550             | Sauqueville                         | 350                              | 3,39          | 103              | Dieppe-1 Offranville | Dieppe                                           | Région Dieppoise                   |
| 76668      | 76760             | Saussay                             | 379                              | 5,17          | 71               | Yvetot Yerville | Rouen                                            | Plateau de Caux                    |
| 76669      | 76110             | Sausseuzemare-en-Caux               | 430                              | 3,88          | 111              | Saint-Romain-de-Colbosc Goderville | Le Havre                                         | Campagne-de-Caux                   |
| 76670      | 76400             | Senneville-sur-Fécamp               | 875                              | 4,73          | 187              | Fécamp | Le Havre                                         | Fécamp Caux Littoral Agglomération |
| 76671      | 76260             | Sept-Meules                         | 173                              | 8,22          | 22               | Eu | Dieppe                                           | Falaises du Talou                  |
| 76672      | 76440             | Serqueux                            | 948                              | 5,76          | 170              | Gournay-en-Bray Forges-les-Eaux | Dieppe                                           | 4 Rivières                         |
| 76673      | 76116             | Servaville-Salmonville              | 1118                             | 7,85          | 144              | Le Mesnil-Esnard Darnétal | Rouen                                            | Inter-Caux-Vexin                   |
| 76675      | 76690             | Sierville                           | 1105                             | 15,91         | 69               | Bois-Guillaume Clères | Rouen                                            | Inter-Caux-Vexin                   |
| 76676      | 76780             | Sigy-en-Bray                        | 487                              | 18,46         | 27               | Gournay-en-Bray Argueil | Dieppe                                           | 4 Rivières                         |
| 76677      | 76660             | Smermesnil                          | 364                              | 12,81         | 30               | Neufchâtel-en-Bray Londinières | Dieppe                                           | Londinières                        |
| 76678      | 76440             | Sommery                             | 829                              | 21,39         | 39               | Neufchâtel-en-Bray Saint-Saëns | Dieppe                                           | Bray-Eawy                          |
| 76679      | 76560             | Sommesnil                           | 112                              | 3,06          | 36               | Saint-Valery-en-Caux Ourville-en-Caux | Dieppe Le Havre                                  | Côte d’Albâtre                     |
| 76680      | 76540             | Sorquainville                       | 174                              | 4,47          | 41               | Fécamp Valmont | Le Havre                                         | Fécamp Caux Littoral Agglomération |
| 76681      | 76300             | Sotteville-lès-Rouen                | 29.039                           | 7,44          | 3'907            | Le Petit-Quevilly Sotteville-lès-Rouen-Est Sotteville-lès-Rouen-Ouest                                                                                                | Rouen                                            | Métropole Rouen Normandie          |
| 76682      | 76410             | Sotteville-sous-le-Val              | 746                              | 5,27          | 144              | Caudebec-lès-Elbeuf | Rouen                                            | Métropole Rouen Normandie          |
| 76683      | 76740             | Sotteville-sur-Mer                  | 394                              | 8,09          | 49               | Saint-Valery-en-Caux Fontaine-le-Dun | Dieppe                                           | Côte d’Albâtre                     |
| 76684      | 76430             | Tancarville                         | 1226                             | 7,42          | 168              | Bolbec Saint-Romain-de-Colbosc | Le Havre                                         | Caux Seine Agglo                   |
| 76258      | 76640             | Terres-de-Caux                      | 4247                             | 38,01         | 110              | Saint-Valery-en-Caux Fauville-en-Caux | Le Havre                                         | Caux Seine Agglo                   |
| 76685      | 76540             | Thérouldeville                      | 672                              | 4,58          | 146              | Fécamp Valmont | Le Havre                                         | Fécamp Caux Littoral Agglomération |
| 76686      | 76540             | Theuville-aux-Maillots              | 525                              | 7,24          | 75               | Fécamp Valmont | Le Havre                                         | Fécamp Caux Littoral Agglomération |
| 76688      | 76540             | Thiergeville                        | 398                              | 9,25          | 43               | Fécamp Valmont | Le Havre                                         | Fécamp Caux Littoral Agglomération |
| 76689      | 76540             | Thiétreville                        | 375                              | 5,33          | 69               | Fécamp Valmont | Le Havre                                         | Fécamp Caux Littoral Agglomération |
| 76690      | 76730             | Thil-Manneville                     | 659                              | 6,78          | 94               | Luneray Bacqueville-en-Caux | Dieppe                                           | Terroir de Caux                    |
| 76692      | 76450             | Thiouville                          | 279                              | 5,86          | 50               | Saint-Valery-en-Caux Ourville-en-Caux | Dieppe Le Havre                                  | Côte d’Albâtre                     |
| 76694      | 76730             | Tocqueville-en-Caux                 | 141                              | 3,17          | 44               | Luneray Bacqueville-en-Caux | Dieppe                                           | Terroir de Caux                    |
| 76695      | 76110             | Tocqueville-les-Murs                | 274                              | 3,47          | 80               | Saint-Romain-de-Colbosc Goderville | Le Havre                                         | Campagne-de-Caux                   |
| 76697      | 76590             | Torcy-le-Grand                      | 793                              | 8,75          | 91               | Luneray Longueville-sur-Scie | Dieppe                                           | Terroir de Caux                    |
| 76698      | 76590             | Torcy-le-Petit                      | 516                              | 3,66          | 134              | Luneray Longueville-sur-Scie | Dieppe                                           | Terroir de Caux                    |
| 76700      | 76890             | Tôtes                               | 1555                             | 7,61          | 207              | Luneray Tôtes | Dieppe                                           | Terroir de Caux                    |
| 76702      | 76190             | Touffreville-la-Corbeline           | 839                              | 12,59         | 67               | Yvetot | Rouen                                            | Yvetot Normandie                   |
| 76703      | 76910             | Touffreville-sur-Eu                 | 230                              | 5,69          | 37               | Eu | Dieppe                                           | Falaises du Talou                  |
| 76705      | 76410             | Tourville-la-Rivière                | 2574                             | 8,00          | 312              | Caudebec-lès-Elbeuf | Rouen                                            | Métropole Rouen Normandie          |
| 76706      | 76400             | Tourville-les-Ifs                   | 736                              | 8,34          | 83               | Fécamp | Le Havre                                         | Fécamp Caux Littoral Agglomération |
| 76707      | 76550             | Tourville-sur-Arques                | 1190                             | 5,90          | 205              | Dieppe-1 Offranville | Dieppe                                           | Région Dieppoise                   |
| 76708      | 76400             | Toussaint                           | 695                              | 4,49          | 156              | Fécamp Valmont | Le Havre                                         | Fécamp Caux Littoral Agglomération |
| 76710      | 76640             | Trémauville                         | 100                              | 2,80          | 37               | Saint-Valery-en-Caux Fauville-en-Caux | Le Havre                                         | Caux Seine Agglo                   |
| 76715      | 76210             | Trouville                           | 617                              | 10,38         | 60               | Port-Jérôme-sur-Seine Bolbec | Le Havre                                         | Caux Seine Agglo                   |
| 76716      | 76280             | Turretot                            | 1595                             | 6,07          | 241              | Octeville-sur-Mer Criquetot-l’Esneval | Le Havre                                         | Le Havre Seine Métropole           |
| 76717      | 76380             | Val-de-la-Haye                      | 699                              | 10,16         | 71               | Canteleu Grand-Couronne | Rouen                                            | Métropole Rouen Normandie          |
| 76018      | 76890             | Val-de-Saâne                        | 1468                             | 13,87         | 107              | Luneray Tôtes | Rouen                                            | Terroir de Caux                    |
| 76034      | 76720 76850       | Val-de-Scie                         | 2533                             | 22,05         | 115              | Luneray | Dieppe                                           | Terroir de Caux                    |
| 76718      | 76190             | Valliquerville                      | 1464                             | 13,39         | 106              | Yvetot | Dieppe                                           | Yvetot Normandie                   |
| 76719      | 76540             | Valmont                             | 869                              | 5,55          | 155              | Fécamp Valmont | Le Havre                                         | Fécamp Caux Littoral Agglomération |
| 76720      | 76119             | Varengeville-sur-Mer                | 962                              | 10,75         | 88               | Dieppe-1 Offranville | Dieppe                                           | Région Dieppoise                   |
| 76721      | 76890             | Varneville-Bretteville              | 326                              | 9,22          | 36               | Luneray Tôtes | Dieppe                                           | Terroir de Caux                    |
| 76723      | 76890             | Vassonville                         | 417                              | 5,65          | 78               | Luneray Tôtes | Dieppe                                           | Terroir de Caux                    |
| 76724      | 76270             | Vatierville                         | 130                              | 4,52          | 29               | Neufchâtel-en-Bray | Dieppe                                           | Bray-Eawy                          |
| 76725      | 76110             | Vattetot-sous-Beaumont              | 583                              | 6,94          | 83               | Saint-Romain-de-Colbosc Goderville | Le Havre                                         | Campagne-de-Caux                   |
| 76726      | 76111             | Vattetot-sur-Mer                    | 326                              | 5,14          | 63               | Fécamp | Le Havre                                         | Fécamp Caux Littoral Agglomération |
| 76727      | 76940             | Vatteville-la-Rue                   | 1118                             | 51,14         | 22               | Port-Jérôme-sur-Seine Caudebec-en-Caux | Rouen                                            | Caux Seine Agglo                   |
| 76730      | 76560             | Veauville-lès-Quelles               | 125                              | 3,21          | 41               | Saint-Valery-en-Caux Ourville-en-Caux | Dieppe Le Havre                                  | Côte d’Albâtre                     |
| 76731      | 76730             | Vénestanville                       | 184                              | 2,64          | 79               | Luneray Bacqueville-en-Caux | Dieppe                                           | Terroir de Caux                    |
| 76733      | 76680             | Ventes-Saint-Rémy                   | 216                              | 6,12          | 37               | Neufchâtel-en-Bray Saint-Saëns | Dieppe                                           | Bray-Eawy                          |
| 76734      | 76280             | Vergetot                            | 440                              | 4,31          | 104              | Octeville-sur-Mer Criquetot-l’Esneval | Le Havre                                         | Le Havre Seine Métropole           |
| 76735      | 76980             | Veules-les-Roses                    | 515                              | 5,19          | 106              | Saint-Valery-en-Caux | Dieppe                                           | Côte d’Albâtre                     |
| 76736      | 76450             | Veulettes-sur-Mer                   | 280                              | 4,71          | 58               | Saint-Valery-en-Caux Cany-Barville | Dieppe                                           | Côte d’Albâtre                     |
| 76737      | 76760             | Vibeuf                              | 621                              | 8,66          | 69               | Yvetot Yerville | Rouen                                            | Plateau de Caux                    |
| 76738      | 76750             | Vieux-Manoir                        | 770                              | 8,13          | 93               | Le Mesnil-Esnard Buchy | Rouen                                            | Inter-Caux-Vexin                   |
| 76739      | 76390             | Vieux-Rouen-sur-Bresle              | 583                              | 14,92         | 37               | Gournay-en-Bray Aumale | Dieppe                                           | Aumale Blangy-sur-Bresle           |
| 76741      | 76280             | Villainville                        | 303                              | 3,65          | 78               | Octeville-sur-Mer Criquetot-l’Esneval | Le Havre                                         | Le Havre Seine Métropole           |
| 76743      | 76360             | Villers-Écalles                     | 1716                             | 7,41          | 238              | Barentin Pavilly | Rouen                                            | Caux-Austreberthe                  |
| 76744      | 76340             | Villers-sous-Foucarmont             | 185                              | 7,01          | 27               | Eu Blangy-sur-Bresle | Dieppe                                           | Aumale Blangy-sur-Bresle           |
| 76745      | 76260             | Villy-sur-Yères                     | 217                              | 8,34          | 24               | Eu | Dieppe                                           | Falaises du Talou                  |
| 76746      | 76540             | Vinnemerville                       | 224                              | 4,22          | 53               | Fécamp Valmont | Le Havre                                         | Côte d’Albâtre                     |
| 76747      | 76110             | Virville                            | 343                              | 2,46          | 143              | Saint-Romain-de-Colbosc Goderville | Le Havre                                         | Campagne-de-Caux                   |
| 76748      | 76450             | Vittefleur                          | 661                              | 8,17          | 80               | Saint-Valery-en-Caux Cany-Barville | Dieppe                                           | Côte d’Albâtre                     |
| 76749      | 76660             | Wanchy-Capval                       | 330                              | 19,31         | 18               | Neufchâtel-en-Bray Londinières | Dieppe                                           | Londinières                        |
| 76750      | 76480             | Yainville                           | 1033                             | 3,31          | 315              | Barentin Duclair | Rouen                                            | Métropole Rouen Normandie          |
| 76751      | 76640             | Yébleron                            | 1283                             | 10,39         | 122              | Saint-Valery-en-Caux Fauville-en-Caux | Le Havre                                         | Caux Seine Agglo                   |
| 76752      | 76760             | Yerville                            | 2658                             | 10,42         | 241              | Yvetot Yerville | Rouen                                            | Plateau de Caux                    |
| 76753      | 76520             | Ymare                               | 1228                             | 4,03          | 286              | Darnétal Boos | Rouen                                            | Métropole Rouen Normandie          |
| 76754      | 76111             | Yport                               | 701                              | 2,07          | 351              | Fécamp | Le Havre                                         | Fécamp Caux Littoral Agglomération |
| 76755      | 76540             | Ypreville-Biville                   | 544                              | 10,20         | 56               | Fécamp Valmont | Le Havre                                         | Fécamp Caux Littoral Agglomération |
| 76756      | 76690             | Yquebeuf                            | 239                              | 6,51          | 37               | Le Mesnil-Esnard Clères | Rouen                                            | Inter-Caux-Vexin                   |
| 76757      | 76560             | Yvecrique                           | 629                              | 5,97          | 107              | Yvetot Doudeville | Rouen                                            | Plateau de Caux                    |
| 76758      | 76190             | Yvetot                              | 11.548                           | 7,47          | 1'533            | Yvetot | Rouen                                            | Yvetot Normandie                   |
| 76759      | 76530             | Yville-sur-Seine                    | 424                              | 8,25          | 54               | Barentin Duclair | Rouen                                            | Métropole Rouen Normandie          |

## Veränderungen im Gemeindebestand seit der landesweiten Neuordnung der Kantone

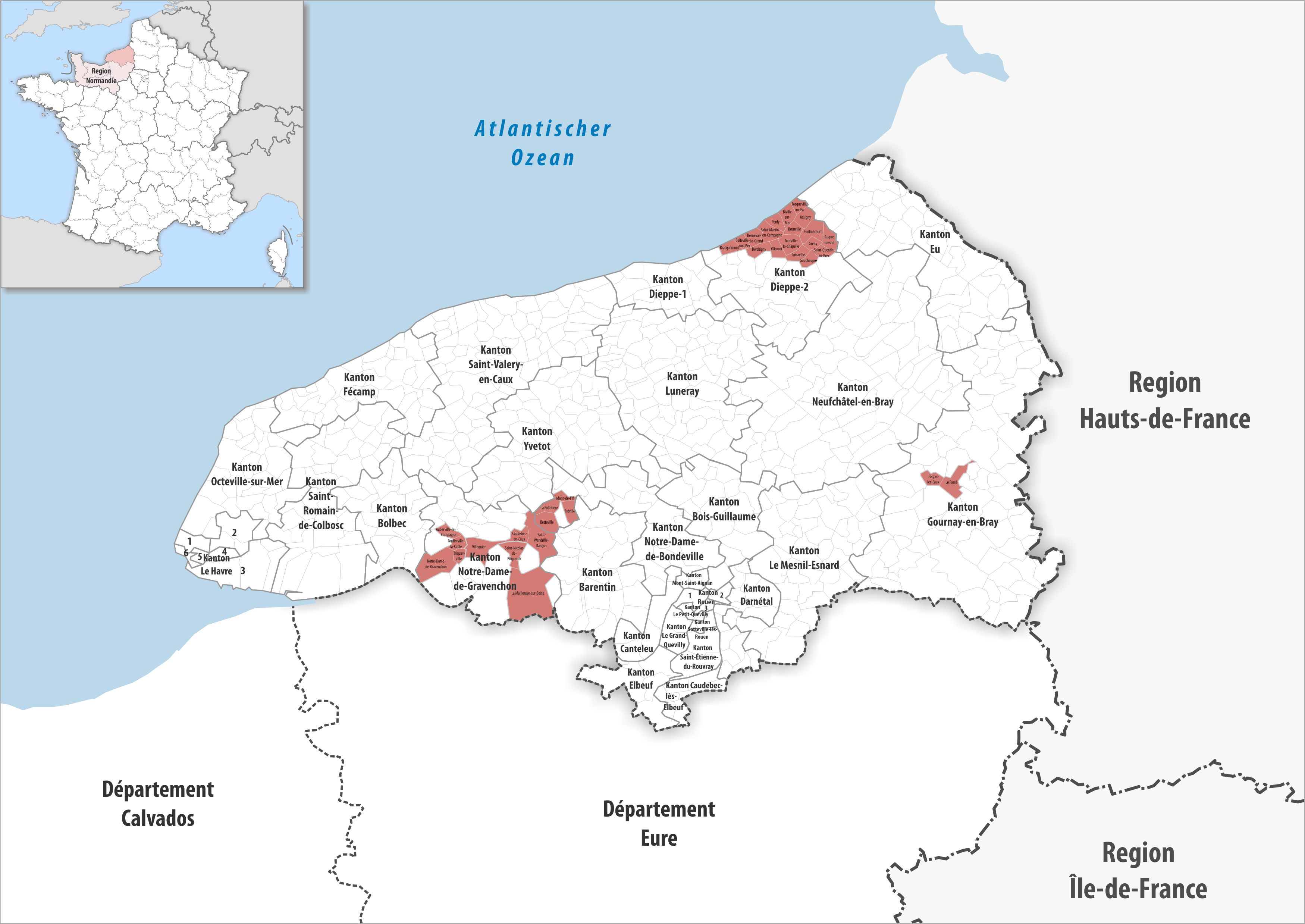
Gemeinden bis 2015
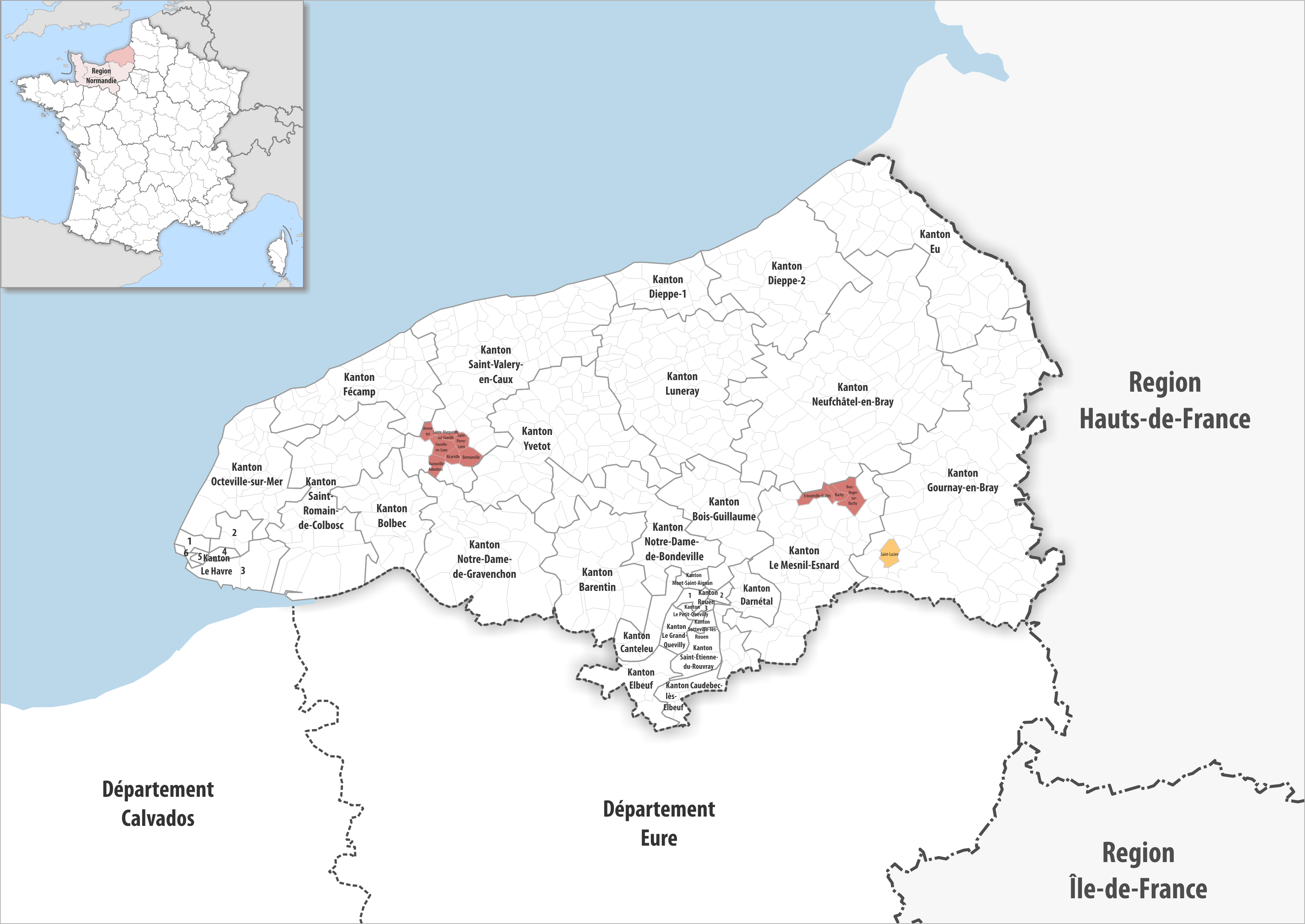
Gemeinden bis 2016
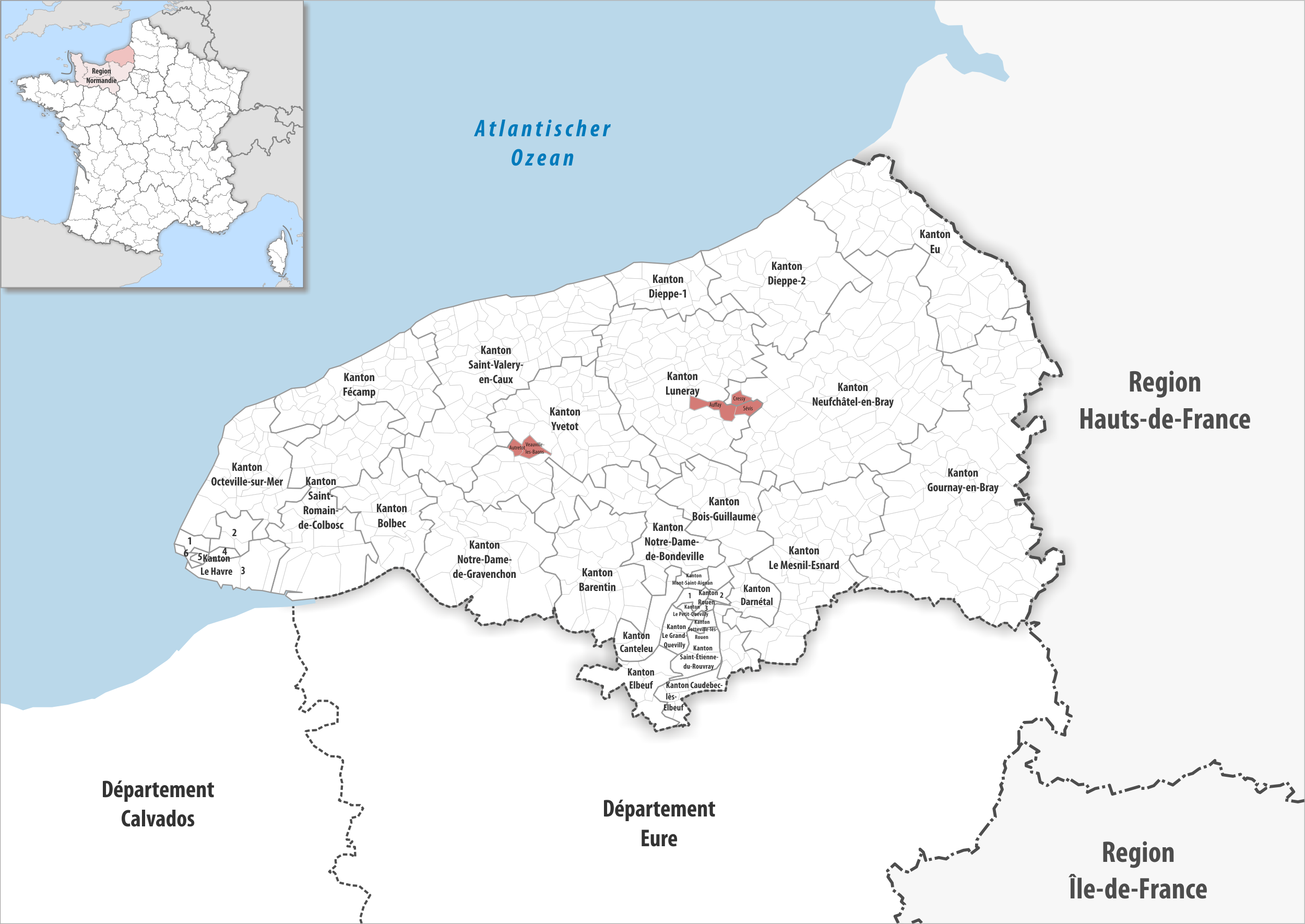
Gemeinden bis 2018
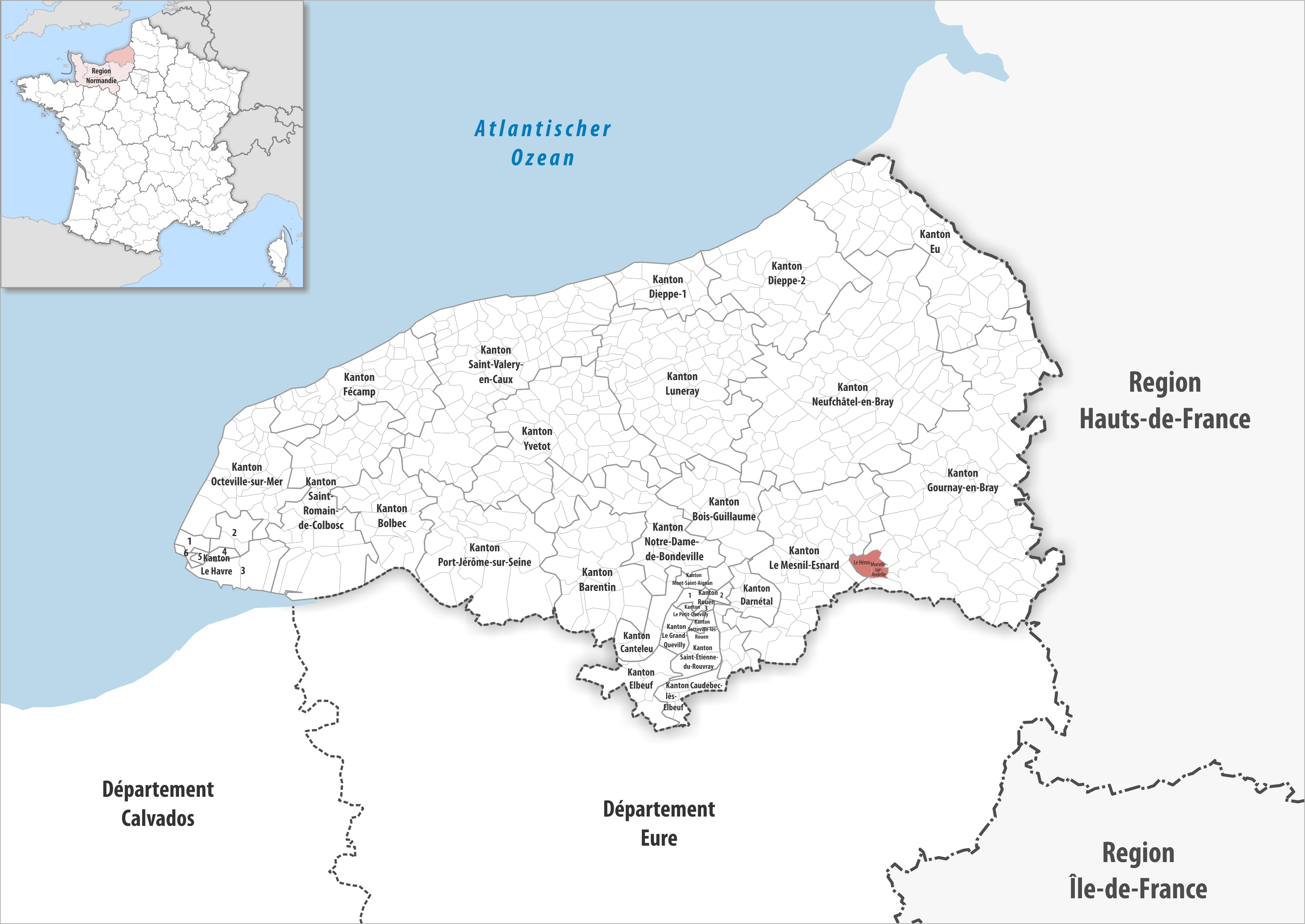
Gemeinden bis 2024

2025:
- Fusion Le Héron und Morville-sur-Andelle → Morville-le-Héron

2019:
- Fusion Autretot und Veauville-lès-Baons → Les Hauts-de-Caux
- Fusion Auffay, Cressy und Sévis → Val-de-Scie

2017:
- Fusion Bosc-Roger-sur-Buchy, Buchy und Estouteville-Écalles → Buchy
- Fusion Auzouville-Auberbosc, Bennetot, Bermonville, Fauville-en-Caux, Ricarville, Saint-Pierre-Lavis und Sainte-Marguerite-sur-Fauville → Terres-de-Caux
- Abspaltung von Sigy-en-Bray → Saint-Lucien

2016: 
- Fusion La Mailleraye-sur-Seine und Saint-Nicolas-de-Bliquetuit → Arelaune-en-Seine
- Fusion Forges-les-Eaux und Le Fossé → Forges-les-Eaux
- Fusion Assigny, Auquemesnil, Belleville-sur-Mer, Berneval-le-Grand, Biville-sur-Mer, Bracquemont, Brunville, Derchigny, Glicourt, Gouchaupre, Greny, Guilmécourt, Intraville, Penly, Saint-Martin-en-Campagne, Saint-Quentin-au-Bosc, Tocqueville-sur-Eu und Tourville-la-Chapelle → Petit-Caux
- Fusion Auberville-la-Campagne, Notre-Dame-de-Gravenchon, Touffreville-la-Cable und Triquerville → Port-Jérôme-sur-Seine
- Fusion Caudebec-en-Caux, Saint-Wandrille-Rançon und Villequier → Rives-en-Seine
- Fusion Betteville, La Folletière, Fréville und Mont-de-l’If → Saint Martin de l’If